# Airbus A340
« A340 » redirige ici. Pour les autres significations, voir A340 (homonymie).
Dimensions
L'Airbus A340 est un avion de ligne quadriréacteur long-courrier de grande capacité fabriqué par Airbus de 1991 à 2011. Il est décliné en plusieurs versions suivant la capacité ou le rayon d'action désirés par chaque compagnie. Cette famille d'appareils a été conçue avec un stylisme semblable à celui de l'Airbus A330, car ces deux modèles sont dérivés. Mais il est équipé de quatre Turboréacteurs au lieu de deux.
En juin 1993, l'A340-211 a établi deux records du monde lors d'un vol aller-retour entre l'aéroport du Bourget et l'aéroport international d'Auckland (Nouvelle-Zélande) : un record de distance avec 19 014,31 km parcourus sans escale, et un record de vitesse avec une moyenne de 789,86 km/h. Ce record a été battu à deux reprises par des Boeing 777, la première fois le 2 avril 1997 par un 777-200ER avec 20 044 km et la seconde fois le 10 novembre 2005 par un 777-200LR avec 21 602 km.
Après 30 ans d'exploitation, l'A340 est un appareil qui n'a causé aucune mort de passagers. 
Dans le contexte historique, cet appareil fit changer le marché mondial de l'aviation. Désormais en faveur de leur acquisition, les compagnies aériennes poursuivent de manière plus attentive, surtout la capacité, le rayon d'action et la sécurité d'exploitation.

## Historique
L'ancêtre de l'appareil était l'A300B11, dénomination du projet de la variante quadriréacteur de l'A300 étudiée dès la création d'Airbus en 1970. Si cet A300B11 ne fut pas officiellement mentionné par Felix Kracht, directeur de la production présentant les variantes A300B1-B6/B8-B10, lors du salon aéronautique de Hanovre le 15 mars 1974, l'avant-projet de la version quadriréacteur s'avançait effectivement auprès d'Airbus. C'est la raison pour laquelle l'A300B10, futur A310, fut suivi de l'A300B11 plus tard. Le financement de ce projet ne fut véritablement assuré que lors de l'adhésion de British Aerospace au consortium en 1979. Le projet fut alors rebaptisé TA11 (TA : twin-aisle), avec pour objectif de s'attaquer au marché des gros-porteurs très long-courriers dominé alors par le McDonnell Douglas DC-10.
Les premières études conduisirent Airbus à lier rapidement ce projet avec le projet TA9 (anciennement A300B9), un biréacteur destiné à compléter la gamme des A300 et A310, afin de réduire les coûts de développement.

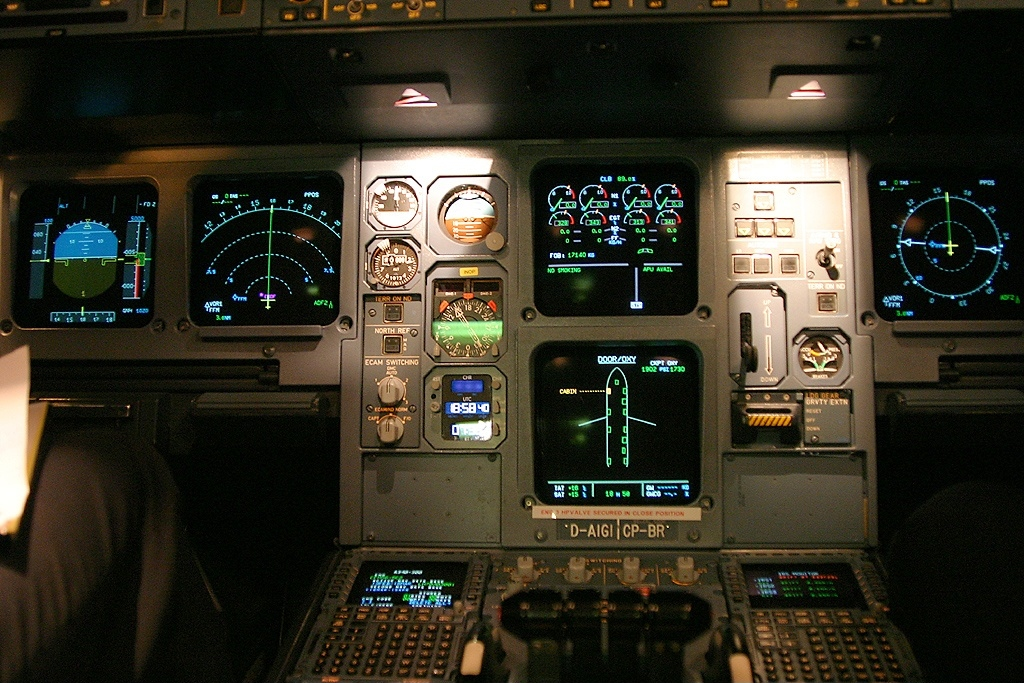
Cockpit de l'A340, semblable aux cockpits de l'A330 et de l'A320

Toutefois, après le succès des programmes de l'A300 et de l'A310, Airbus dut choisir entre les deux projets, soit un quadriréacteur pour le long courrier (futur A340), soit un appareil de taille modeste (futur A320). La décision était vraiment difficile, car le gouvernement allemand et Lufthansa soutenaient fortement le premier alors que la France préférait le deuxième projet. Après un gros conflit entre les deux pays, le développement de l'A320 précéda celui de l'A340. Certes, il s'agissait d'une véritable déviation pour l'A340. Cependant, la sélection de Roger Béteille, responsable d'Airbus ainsi qu'ingénieur, était raisonnable, en faveur de ces deux programmes :

« Quand nous avons été amenés à choisir entre l'A320 et l'A330/340, les Allemands, sous l'influence de Lufthansa, étaient en faveur du lancement de l'A340. Les Français, pour leur part, penchaient pour l'A320, une attitude dans laquelle leur participation au moteur CFM56 n'était sans doute pas étrangère. Pour ma part, j'ai considéré deux éléments d'appréciation. Tout d'abord le marché, qui faisait apparaître un besoin pour le 320 avant le 340. Ensuite, des raisons techniques. Nous avions franchi une étape technologique importante, notamment avec les commandes de vol électriques, et il était beaucoup plus facile et moins risqué d'en faire usage sur un avion court-courrier de plus petites dimensions... Ce fut mon choix. La technologie de l'A320 a été intégrée dans l'A330/A340. Et nos concurrents, eux aussi, commencent à l'utiliser,. »

— Roger Béteille dans un entretien
Le programme de l'A320 eut le vent en poupe. Comme ce succès avait donné à Airbus un immense élan positif, le développement de l'A340 fut accéléré, puis le 17 janvier 1986, le conseil de surveillance approuva le démarrage de la campagne commerciale de prélancement du programme A330/A340.
Cette réunion fut suivie d'une autre tenue une année plus tard, le 13 mars 1987. Comme le programme subissait déjà une forte concurrence avec celui du MD-11, les négociations devaient être assez confidentielles. Mais Airbus obtenait normalement des réponses favorables. Ce jour-là, le constructeur comptait 104 intentions d'achat par 9 clients dont 30 pour Lufthansa. Air Canada et All Nippon Airways étaient également intéressés. Après cette réunion, Northwest Airlines annonça son acquisition de 20 A340.
Puis, le lancement du programme fut annoncé le 5 juin 1987 à Toulouse. Il s'agissait d'une stratégie d'Airbus, en profitant du Salon du Bourget tenu du 11 au 21 de ce mois-là, durant lequel le programme Airbus A330/340 fut officiellement dévoilé par Jean Pierson, alors à la tête d'Airbus, avec la première lettre d’intention de la compagnie Lufthansa portant sur l'acquisition de 15 Airbus A340. La compagnie française UTA aussi annonça son intention d'achat avec 6 exemplaires d'A340.

### Développement
En août 1988, c'est à Nantes que commence la fabrication des premiers éléments du nouvel avion, tandis que débute la construction de la nouvelle usine d'assemblage Clément-Ader sur le site de Colomiers, près de Toulouse. Cette usine fut inaugurée le 10 octobre 1990 par le président François Mitterrand. Le constructeur comptait 88 A340 et 129 A330 en commandes fermes.
Le premier exemplaire de l'A340 sort de la chaîne d'assemblage le 8 mars 1991 et reçoit ses moteurs en avril.
La première présentation officielle à l'usine Clément-Ader fut tenue le 4 octobre 1991, à 16 heures en grande pompe. De fait, l'orchestre national du Capitole de Toulouse dirigé par Michel Plasson et un grand nombre de choristes assistaient à cette cérémonie.
Après plusieurs semaines d'essais au sol, le premier vol est effectué le 25 octobre 1991 et les certifications sont obtenues en décembre 1992 (en Europe) et mai 1993 (aux États-Unis).
À cette époque-là, une version cargo-ravitailleur était également étudiée, notamment en France pour renforcer et remplacer des DC-8F du Cotam et des C-135FR. Si le projet fut abandonné, Airbus réalisera finalement cette idée en tant qu'A330 MRTT.

### Inaugurations des vols commerciaux

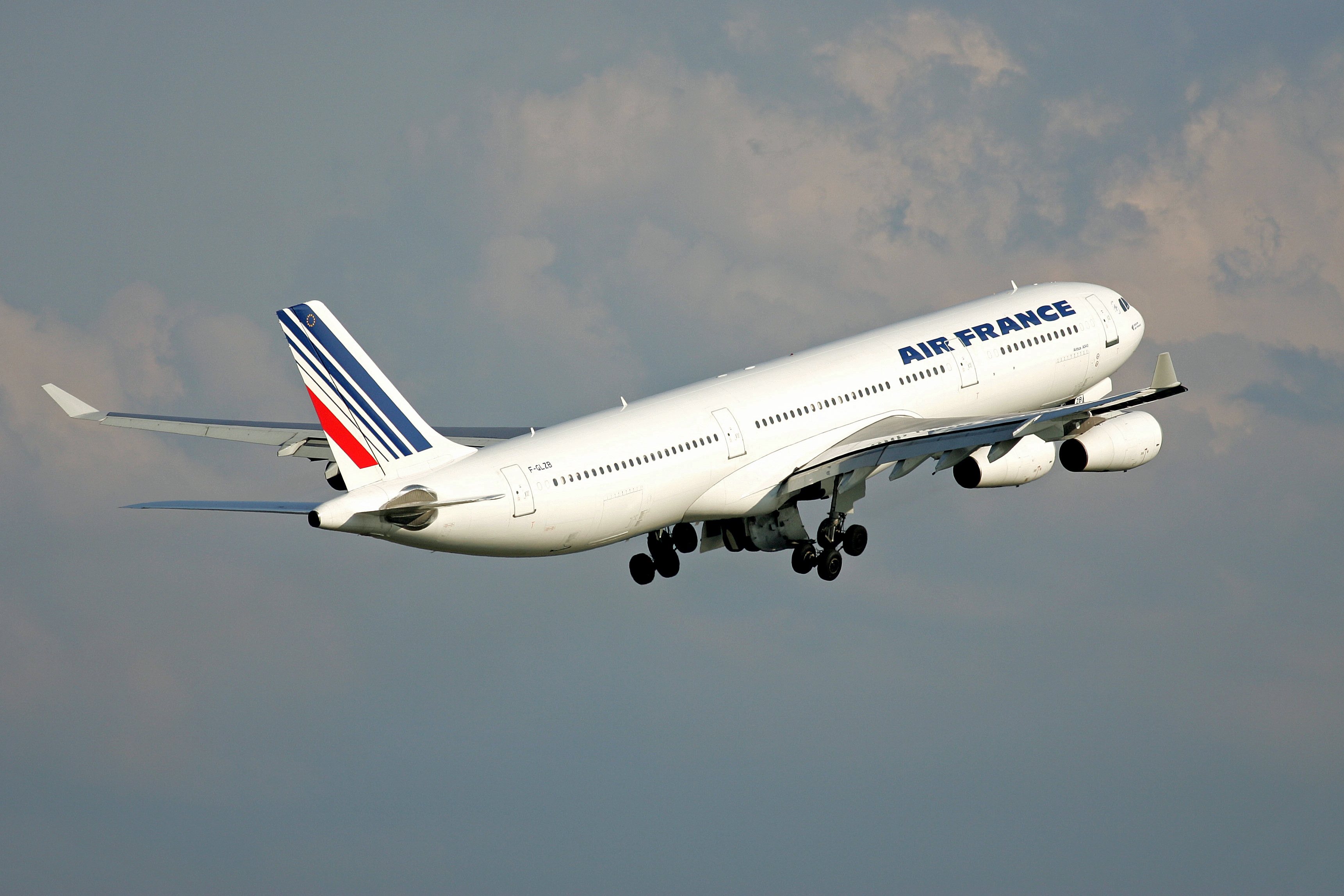
Premier appareil reçu par Air France.

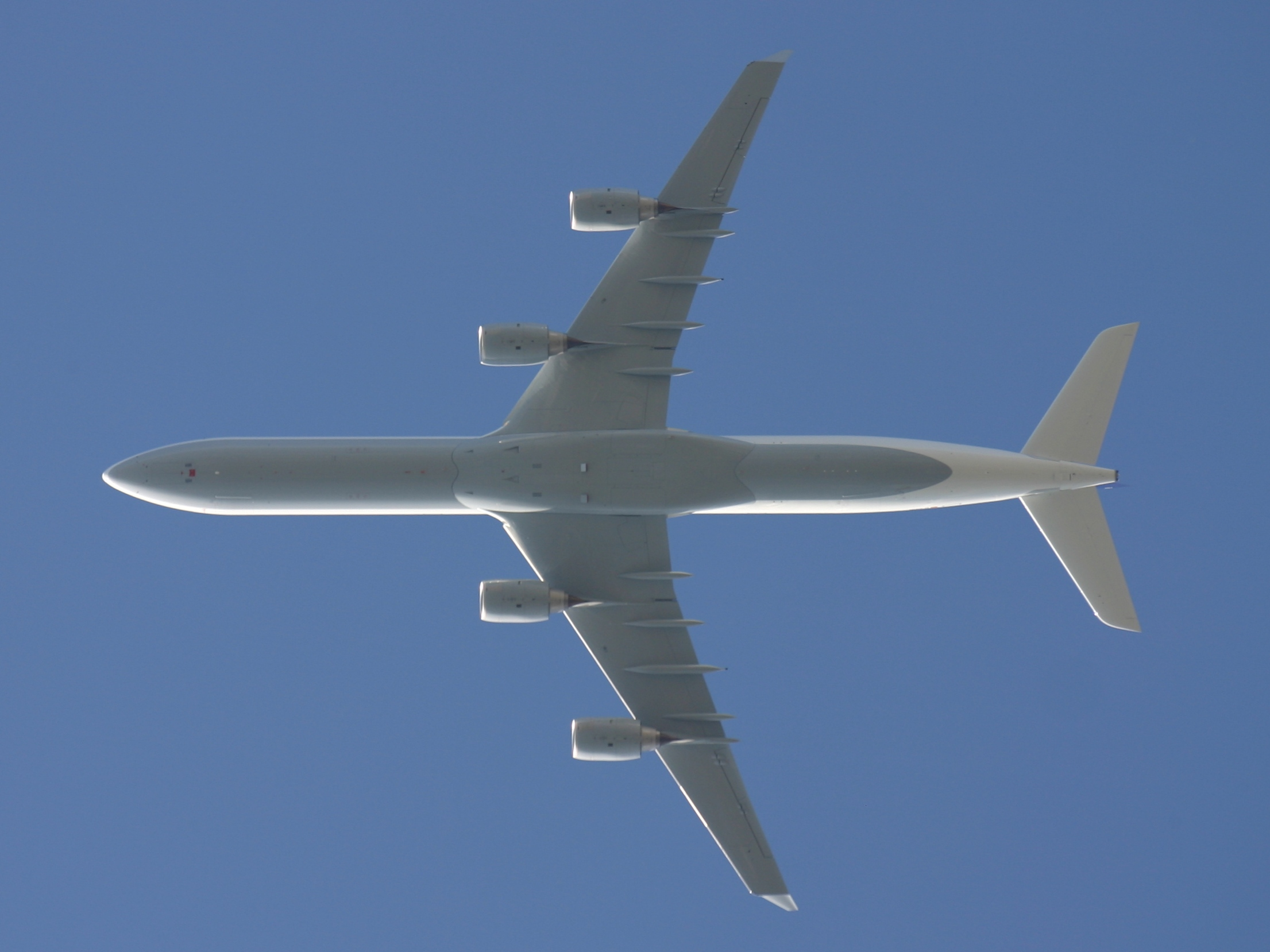
L'A340-600 peut remplacer le B747.

La livraison des deux premiers appareils aux deux compagnies nationales allemandes et françaises, à savoir Lufthansa et Air France, eut lieu début 1993.
Lufthansa reçut son premier exemplaire le 2 février 1993. Le vol inaugural de cet appareil de 228 places, baptisé Nürnberg, eut lieu le 15 mars entre Francfort et New York à la place du DC-10-30 vieillissant. Air France, quant à elle, reçut son premier exemplaire le 26 février 1993. Le 29 mars, l'A340-300 s’envola vers Washington, en remplaçant le B747. De sorte que tous les deux types réalisèrent leurs premiers vols en mars 1993.

### Tour du monde
Après le lancement des vols commerciaux, Airbus fit effectuer un tour du monde avec un de ses appareils d'essai, en juin 1993, en bénéficiant du salon aéronautique du Bourget. L'appareil ayant quitté le Bourget le 16 parcourut 38 346 km en 48 heures et 22 minutes et y atterrit le 18 à 12 h 20, avec une seule escale à Auckland. Si le constructeur avait prévu moins de 44 heures d'exploitation, l'appareil établit des records : 21 heures et 32 minutes de vol entre Paris et Auckland (19 100 km) ainsi que 21 heures et 47 minutes d'Auckland à Paris (19 246 km). Ces deux vols dépassèrent celui du B747-400 en 1989, de Londres à Sydney pour 18 000 km [voir en ligne : vidéo d'INA]. Airbus établit, pour la première fois, un record mondial.
Lors de ce salon, le constructeur comptait 243 commandes fermes parmi 33 clients.

### Version remotorisée
Certes, Airbus pouvait proposer désormais aux clients ses quadriréacteurs en tant que long-courrier dans son catalogue. En outre, faute de performance suffisante, l'un de ses concurrents, le McDonnell Douglas MD-11 ne connut pas le succès, à l'exception de sa version fret. McDonnell Douglas quittera par la suite le marché des appareils civils.
Néanmoins, Boeing conservait encore son monopole dans la catégorie des gros-porteurs avec son B747. Sans concurrence, cet appareil restait une véritable vache à lait à Seattle. Il est normal qu'Airbus voulût casser ce monopole. Avant qu'un nouvel appareil, à savoir l'A3XX, ne soit développé, il valait mieux modifier et améliorer l'A340, en évitant de nombreuses difficultés techniques ainsi qu'un lourd investissement. Le projet de deux nouvelles versions allongées sur la base de l'A340-300 fut formellement adopté en décembre 1997.
Ces A340-600 puis -500 ont permis à Airbus de maintenir, à l'exception de l'année 2002, le nombre de commandes au-dessus de 20 appareils par an jusqu'en 2006.

### Arrêt de production

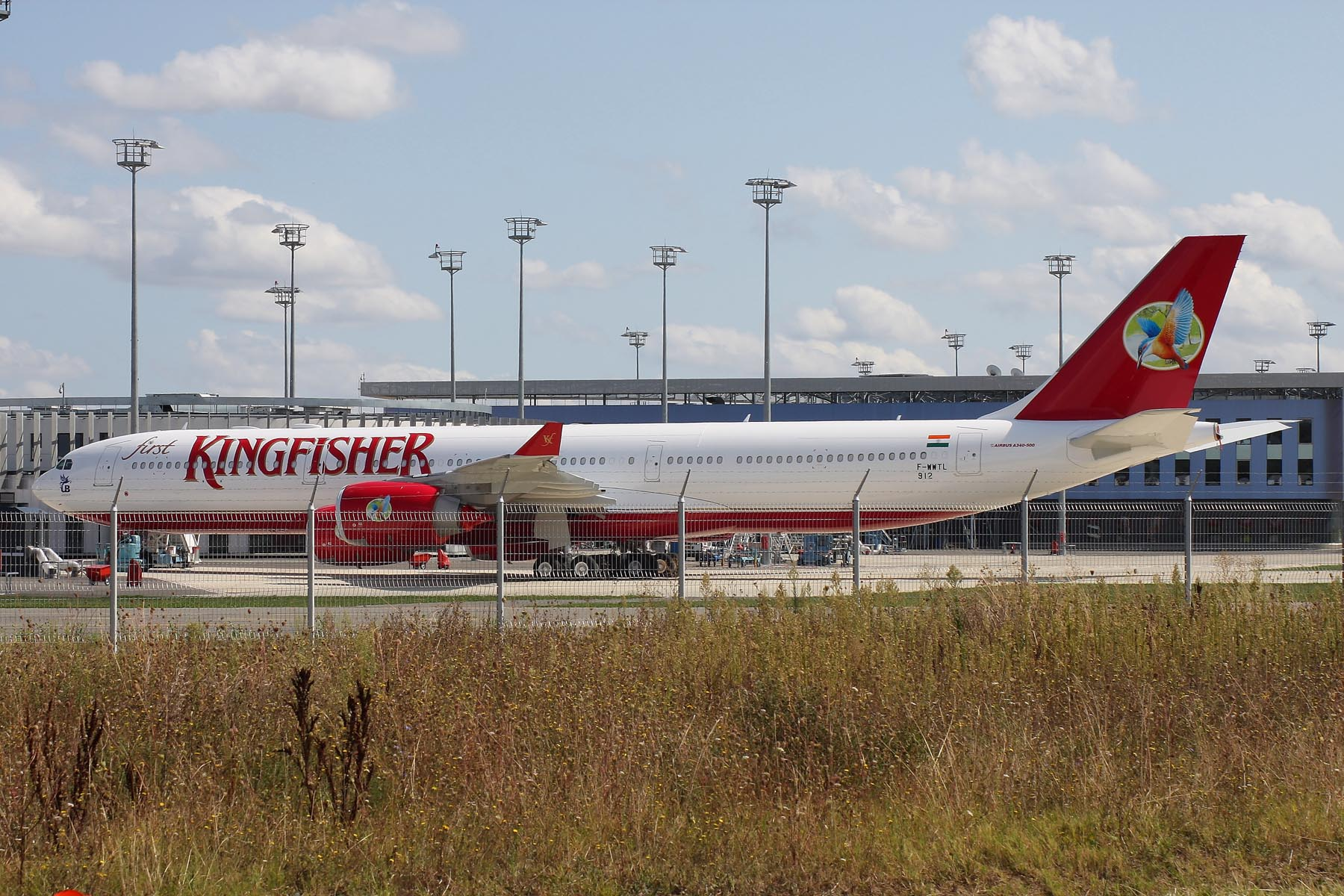
L' A340-500 de Kingfisher attendant son démantèlement à Toulouse

À la suite de la crise économique de 2008 et de la hausse continue du prix du carburant, les compagnies aériennes estimèrent qu'il n'était plus rentable d'exploiter des quadriréacteurs transportant moins de 400 passagers. Les commandes de l'A340 étaient au point mort en 2010 après avoir diminué d'année en année. En effet, les compagnies préfèrent désormais faire l'acquisition de Boeing 777 ou d'Airbus A350, qui consomment moins de carburant pour une autonomie et une capacité similaires. De plus, l'évolution de l'ETOPS est également importante.[pas clair]
La livraison du dernier appareil eut lieu en juillet 2010, pour Iberia tandis qu'il ne restait que quelques exemplaires, initialement destinés à Kingfisher Airlines. Puis, le 10 novembre 2011, Hans Peter Ring, directeur financier d'Airbus, annonça ne plus avoir vendu d'A340 depuis deux ans ce qui entraîna l'arrêt de la production de cet appareil. La vente de l'A340 remotorisé ne comptait que 133 appareils en dépit de sa provision, si ses technologies développées pouvaient être transférées aux modèles plus récents.[pas clair]
En raison du succès croissant du biréacteur Boeing 777, dès 2005 Airbus devait trouver une solution. Airbus adopta le même créneau que Boeing, à savoir le biréacteur. Le constructeur de Toulouse ne propose dorénavant aux clients que son A350 XWB ainsi que l'A330, notamment avec sa version neo.

### Recyclage de l'A340

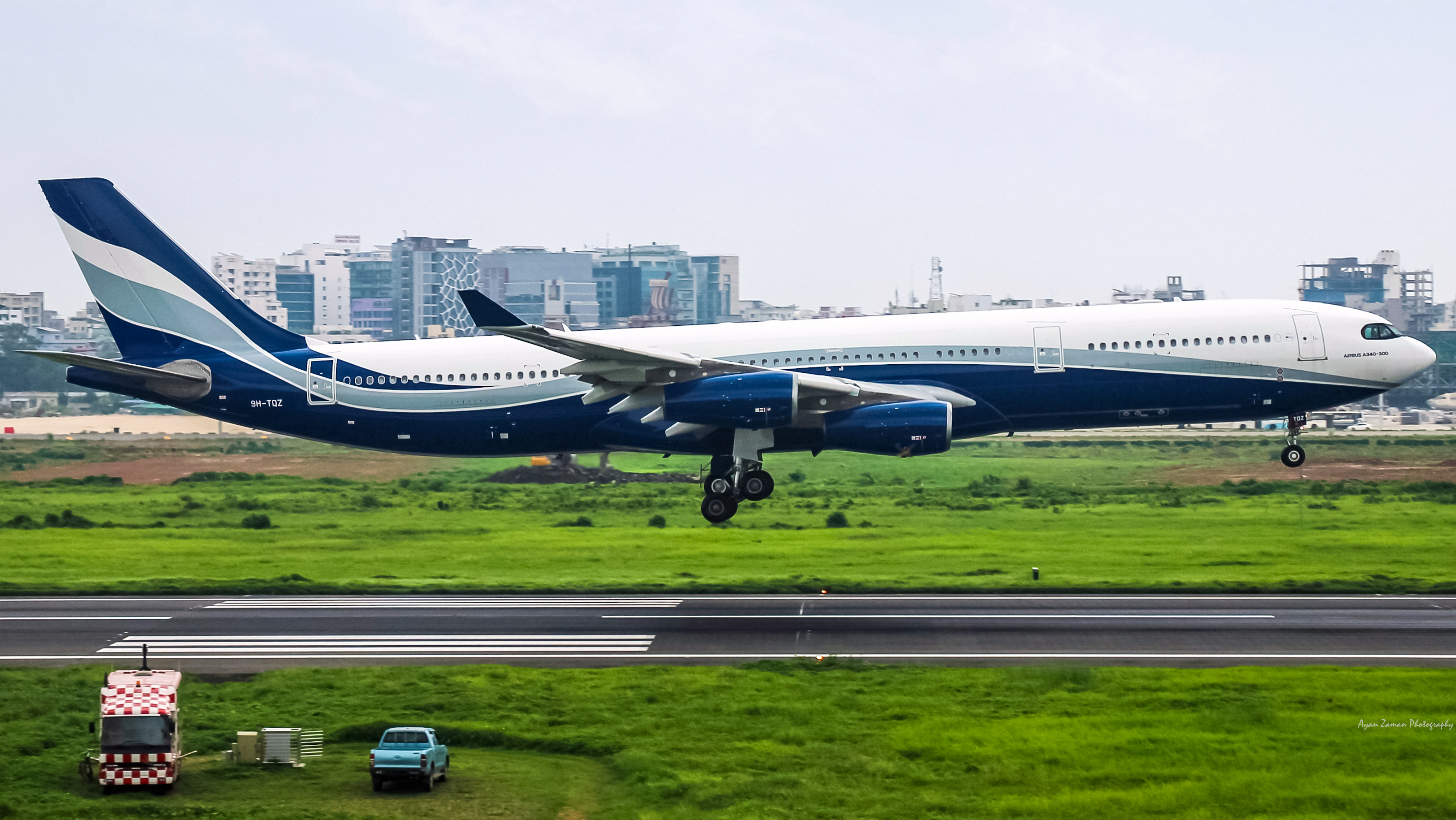
Ce 9H-TQZ (A340-313X) de Hifly Malta fut envoyé en 2022 en Antarctique.

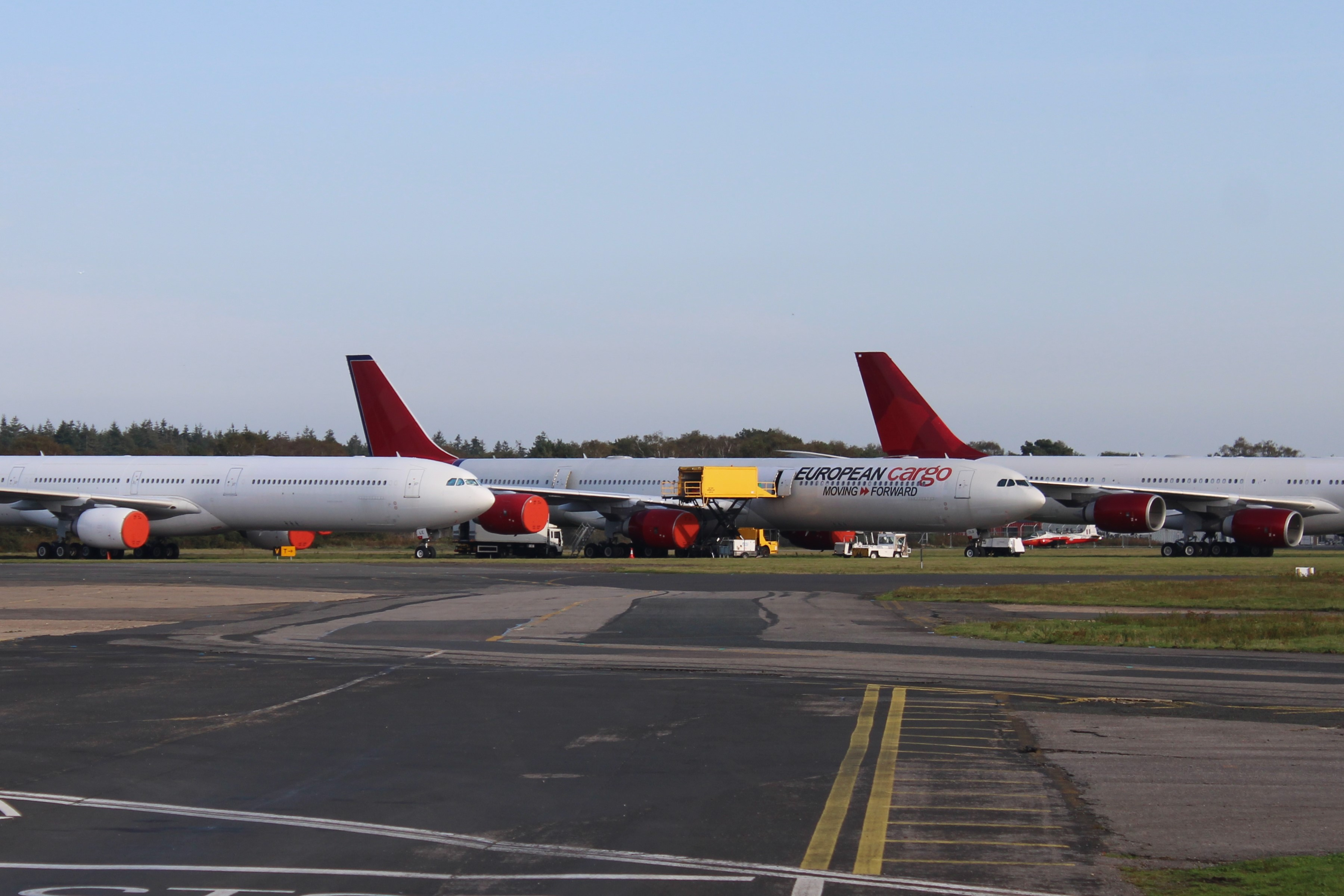
Au centre, G-ECLB (A340-642) en préparation de service en 2023. Les deux appareils gardent partiellement la livrée de Virgin Atlantic, leur ancien exploiteur.

À mesure que les clients d'Airbus achètent de nouveaux appareils tels l'A330 ou l'A380, Airbus doit parfois récupérer leurs A340 au lieu d'une partie de versement. La plupart de ces exemplaires sont trop jeunes pour être démantelés. De sorte que ceux-ci sont conservés à l'aéroport Tarbes-Lourdes-Pyrénées où la zone Pyrène Aéro Pôle est située, en attendant leurs nouveaux clients.
En effet, l'A340 est un appareil qui augmente considérablement le rayon d'action, lorsque sa charge utile est réduite.
Si cet appareil a tendance à quitter les services commerciaux réguliers, le long courrier en quadrimoteur trouva un nouvel usage. Le 2 novembre 2021, un A340-313X de Hifly, initialement livré à l'Iberia, effectua son premier aller-retour entre Le Cap et l'aérodrome de Wolfs Fang en Antarctique. L'appareil 9H-SOL, converti en fret-passager, est idéal pour ce type de transport, car il n'y a aucun support technique ni ravitaillement sur l'aérodrome. Le 2 novembre 2022, Hifly fit de nouveau exploiter son 9H-TQZ vers Wolfs Fang.
Et un nouveau transporteur, European Cargo, commença à utiliser les A340-600, convertis en version fret. Créée lors de la pandémie du Covid-19, la compagnie qui profite de l'évolution de l'e-commerce exploite en 2024 5 appareils et en augmentera jusqu'à 10 l'année suivante. Elle apprécie tant leur grande taille (avec 76 tonnes de charge utile dont 55 tonnes en usage) que la puissance supérieure de moteur (4 × 25 tonnes requises pour le décollage au lieu de 27,2 tonnes par certification), ce qui assure une plus longue vie des moteurs. L'European Cargo est la seule compagnie aérienne qui exploite les A340-600F.

## Versions
Les poussées des réacteurs sont précisées par les documents officiels de l'Organisation de l'aviation civile internationale.

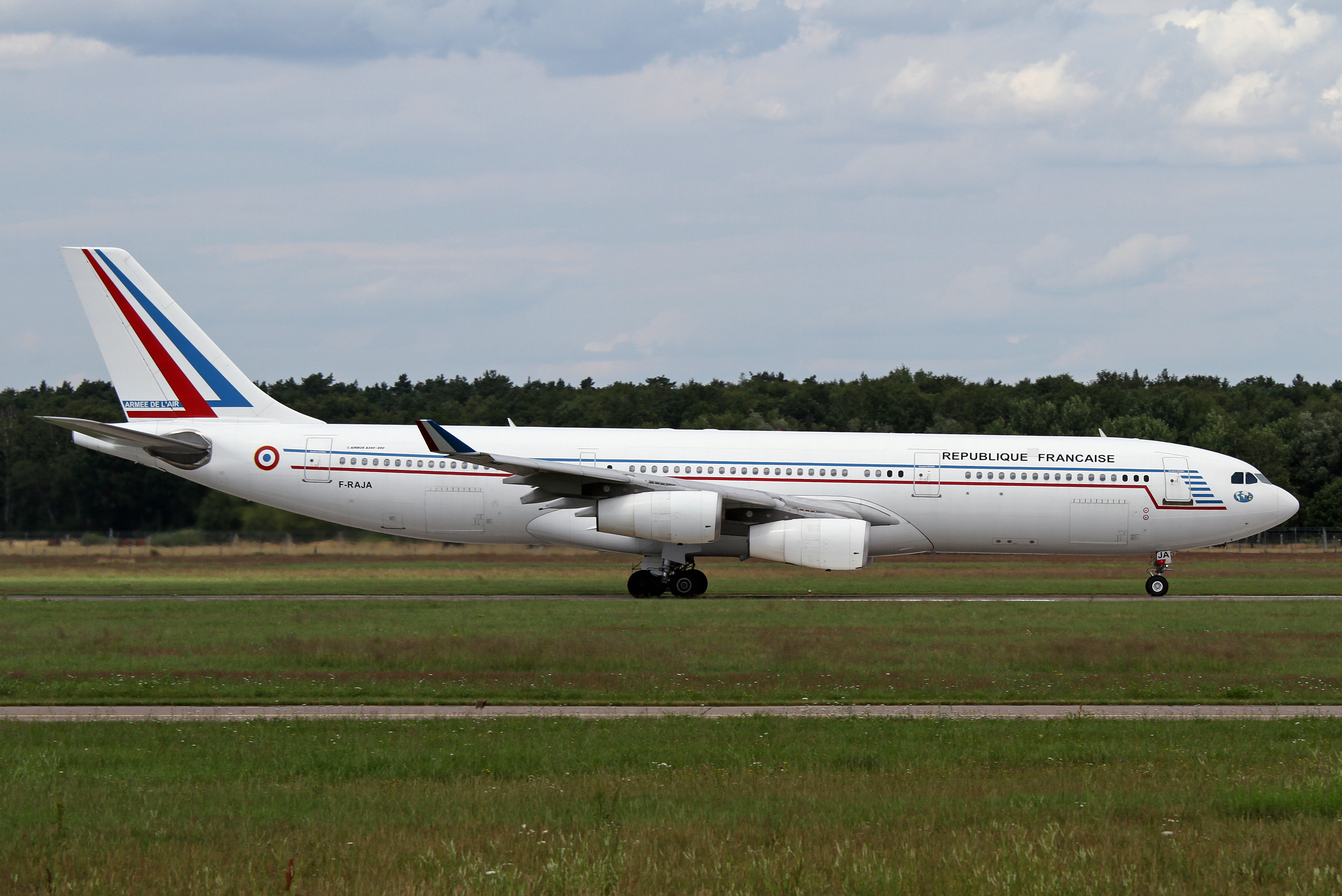
A340 de l'Armée de l'air française.

### A340-200
L'A340-200, équipé de 4 réacteurs CFM56-5C4, est le plus petit modèle de la série A340. Il dispose d'une capacité typique de 239 passagers mais peut transporter jusqu'à 375 personnes en configuration dense ou charter dans le respect du certificat de navigabilité. Cet appareil a une autonomie de 13 800 km (A340-211), et sa vitesse de croisière est de Mach 0,82 (870 km/h). De plus, il peut transporter 18 conteneurs en soute LD3, le type de conteneur le plus courant. Cet appareil était conçu et destiné à des lignes long-courriers à faible densité, ce qui correspond de nos jours au cœur du marché du nouveau B787.
La première livraison de l'A340-211 fut effectuée à Lufthansa le 2 février 1993. Le vol historique, car il s'agissait du premier service du premier quadriréacteur d'Airbus, fut réalisé par cet appareil le 15 mars 1993, sans attendre le calendrier d'été. Remplaçant le DC-10 vieillissant, l'appareil s'en alla de Francfort vers New York.

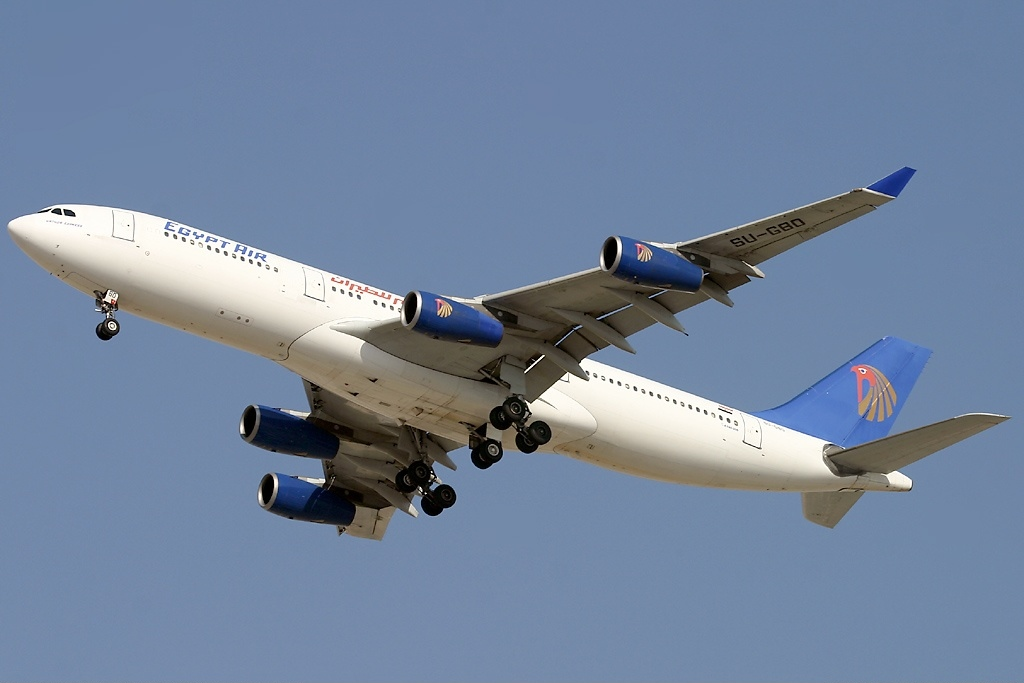
Dernier A340-200 construit, détenu par EgypAir.

Cette version ne trouva sa place sur le marché que jusqu'au lancement de l'A340-313X. En effet, 6 compagnies aériennes seulement passèrent commande d'A340-200 (Air France, Austrian Airlines, EgyptAir, Lufthansa, Philippine Airlines et Sabena) pendant les dix ans où il fut présent au catalogue d'Airbus, et ces A340-200 furent ensuite remplacés par des A340-313X, notamment chez Air France et Lufthansa, à cause d'une capacité insuffisante. Plusieurs appareils furent destinés à un usage privé ou gouvernemental, notamment dans l'armée de l'Air française. Le dernier des 27 exemplaires construits fut livré à Egyptair en juin 1997.
Les deux premiers modèles, les A340-211, étaient d'abord équipés de réacteurs CFM56-5C1 ou -5C2 (4 × 137,6 kN). Afin d'améliorer leur performance, certains appareils, notamment des appareils gouvernementaux, virent leurs réacteurs remplacés par des CFM56-5C3 (4 × 144,6 kN, avec changement de dénomination en A340-212) ou des CFM56-5C4 (4 × 151,3 kN, dénomination A340-213). Trois appareils d'Egyptair furent d'emblée fabriqués en tant qu'A340-212.

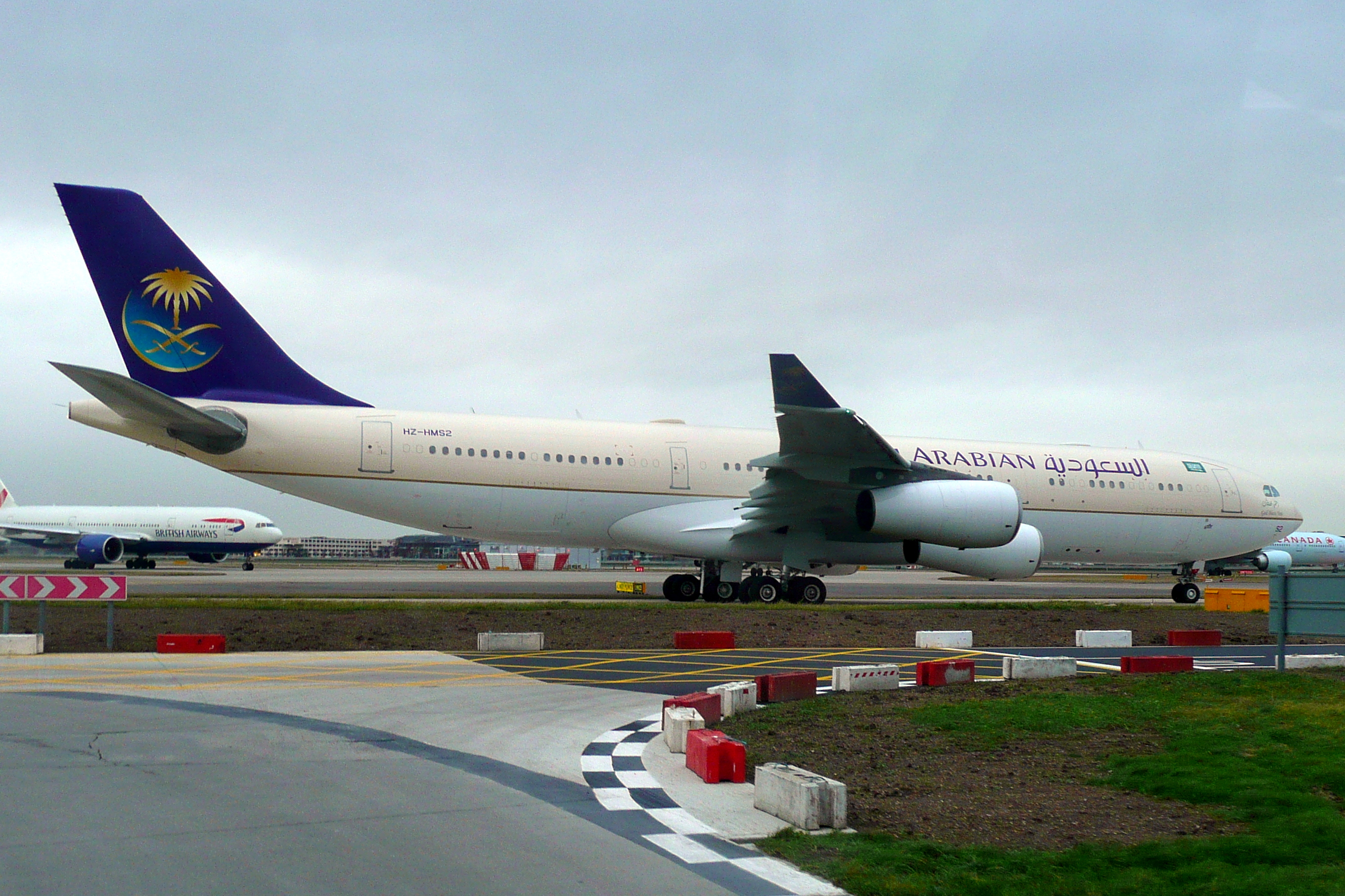
Un A340-200 gouvernemental saoudien.

Pour essayer de relancer les ventes de l'A340-200, Airbus réalisa en 1995 sur la base de ce modèle un prototype baptisé A340-8000 avec une capacité de 232 passagers, un rayon d'action étendu à 14 800 km (8000 miles, grâce à l'ajout de 3 réservoirs additionnels et une capacité totale de carburant de 155 040 litres) et 275 tonnes de masse maximale au décollage. Capable de voler pendant 18 heures d'affilée et pouvant recevoir des aménagements spécifiques (zone de repos pour l'équipage dans la soute avant par exemple), cette version était destinée notamment à des dessertes directes avec la région Pacifique. N'ayant trouvé aucun client pour un appareil de cette capacité, Airbus abandonna ce projet au profit de l'A340-500, et le Sultanat de Brunei se porta acquéreur de l'unique prototype existant. Après avoir été conservé à Hambourg assez longtemps, cet appareil est possédé par l'armée de l'Air saoudienne en remplaçant un A340-213 appartenant déjà au gouvernement saoudien.
Le dernier vol commercial de l'A340-200 fut tenu le 16 mars 2022. Il s'agissait de l'A340-211 (MSN31) de Conviasa, appareil initialement livré à Air France en 1993. Quelques A340-200 restent encore en service, en tant qu'appareils gouvernementaux,.

### A340-300

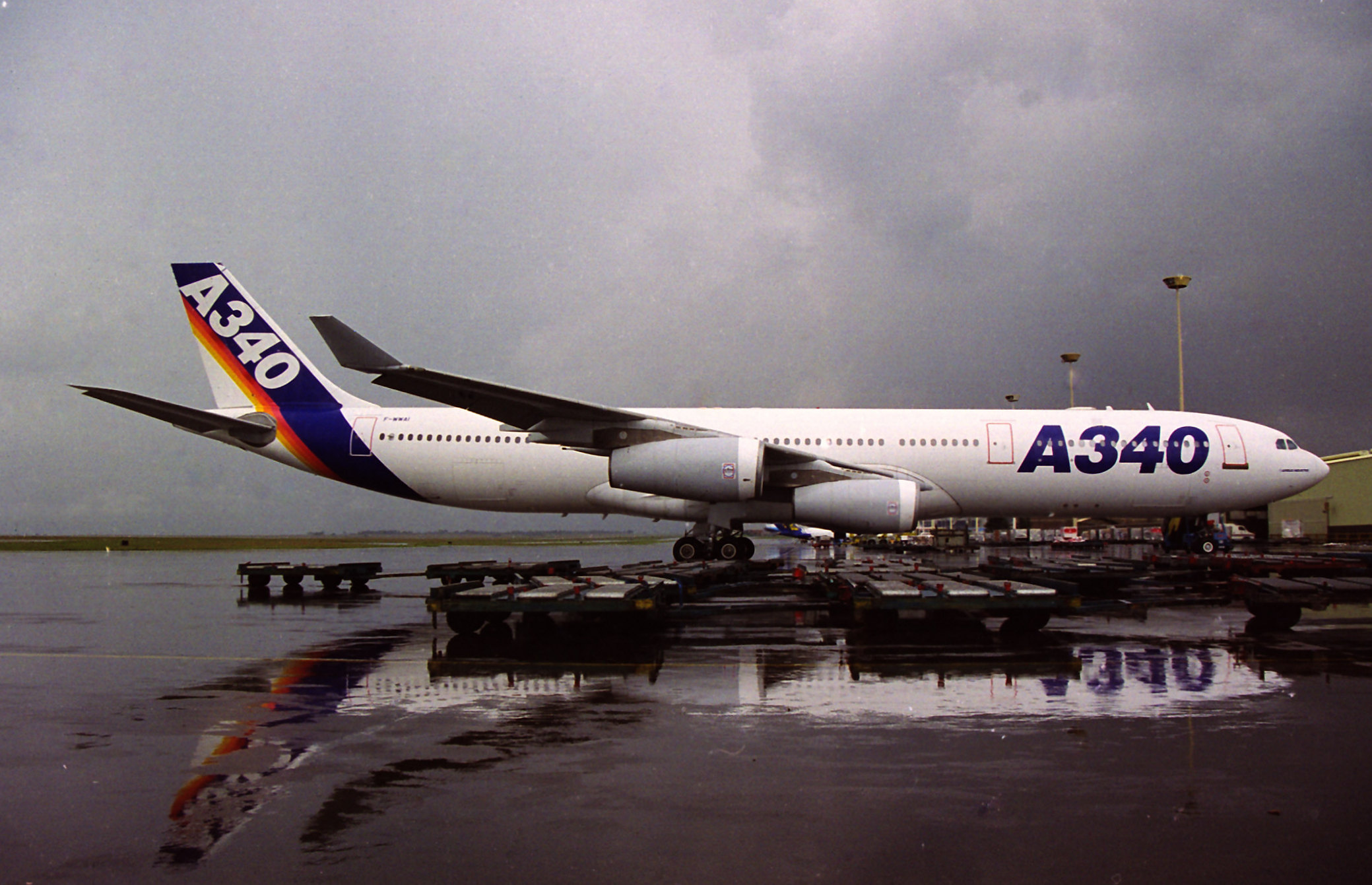
Prototype de l'A340-300

#### A340-311/312/313
L'A340-300 est, dans l'ordre chronologique, le premier appareil de la série A330/A340. Airbus lui donna la priorité afin d'optimiser l'obtention de la certification ETOPS de l'A330. Le prototype effectua son premier vol le 25 octobre 1991. Le premier exemplaire fut livré à Air France le 26 février 1993. L'appareil commença à relier Paris à Washington le 29 mars.
En configuration typique, cet appareil peut emporter jusqu'à 295 passagers (12 en première classe, 42 en classe affaires et 241 en classe économique) sur 12 300 km, grâce à la voilure supercritique déjà fabriquée par British Aerospace pour l'A310. Des aménagements de la cabine permettent d'augmenter la capacité à 440 passagers en configuration dense ou charter. L'A340-300 a la même longueur de fuselage que l'Airbus A330-300, ce qui lui permet de transporter au niveau inférieur 32 conteneurs LD3, modèle le plus utilisé. Équipé de 4 réacteurs, cet appareil peut effectuer sans aucune restriction des vols long-courriers au-dessus des zones inhabitées, notamment les océans.
Les premiers A340-300 pouvaient être équipés de 3 types de turboréacteurs fournis par le consortium CFM International : les CFM56-5C1 ou -5C2 d'une poussée nominale de 137,6 kN (dénomination: A340-311), les CFM56-5C3, avec une poussée de 144,6 kN (A340-312) ou les CFM56-5C4 d'une poussée de 151,3 kN (A340-313). Dotés de ces moteurs, les A340-300 possèdent des caractéristiques environnementales exceptionnelles, notamment des faibles niveaux de consommation de carburant et d'émissions de polluants. Les moteurs choisis participent également à la forte réduction des coûts de maintenance. Par ailleurs, grâce à ces turboréacteurs modernes, les A340-300 et -200 avaient l'une des cabines les plus silencieuses lors de leur mise sur le marché, très appréciée par les passagers. De plus, lorsque le prototype fut dévoilé, la forme de l'avion remporta un franc succès sur le plan esthétique, notamment auprès de l'un de ses premiers clients, Virgin Atlantic, qui estimait que « les appareils de Virgin Atlantic doivent être beaux ».
En profitant de nouvelles technologies, l'A340 offrait un coût par siège inférieur au B747-300 ainsi qu'au DC-10-30.
Airbus construisit au total 53 A340-311, -312 et -313 ainsi qu'un prototype.

#### A340-313X

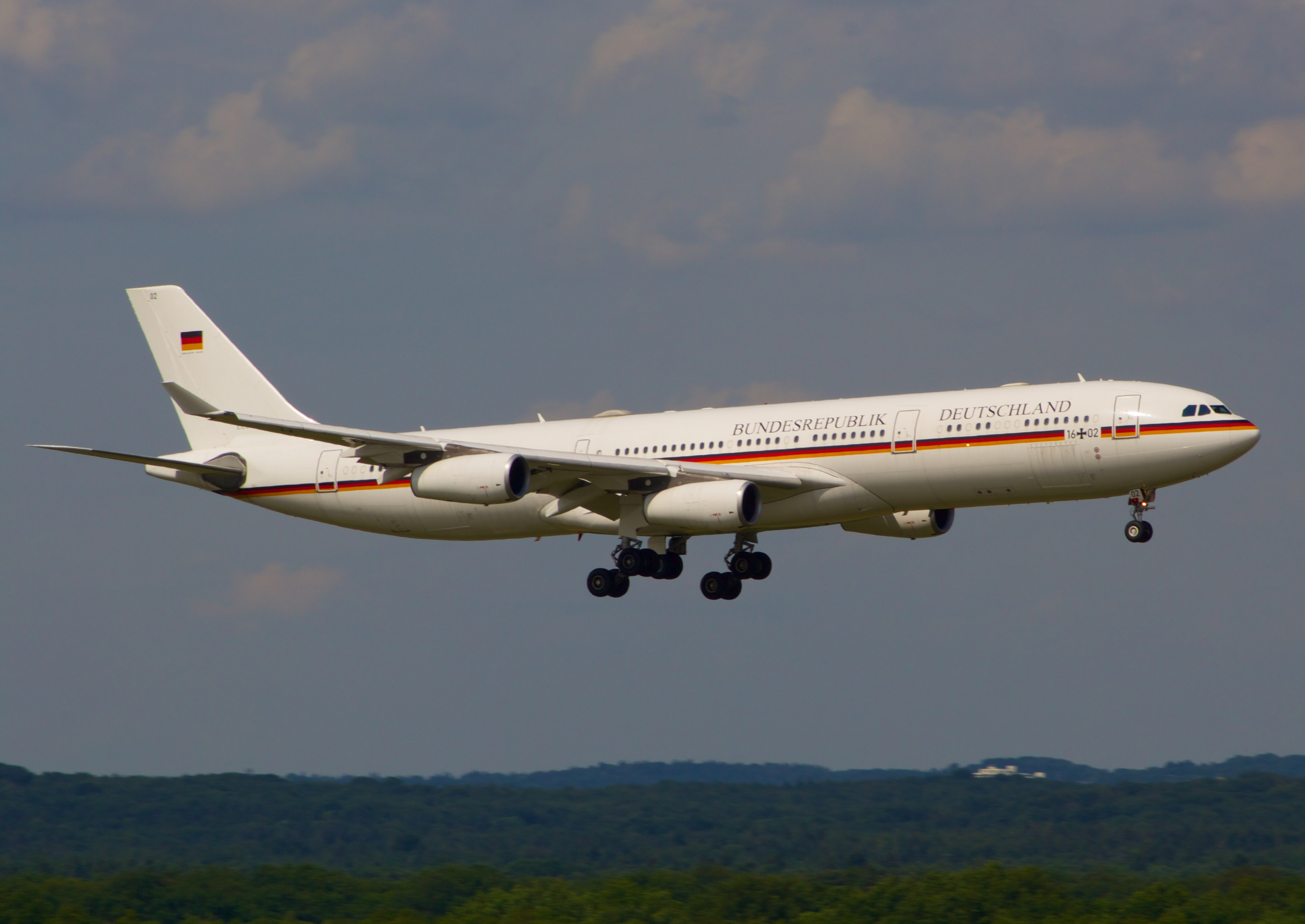
A340-313X de la Luftwaffe.

Dans la famille A340, le type -313X (X : EXtended-range), équipé du réacteur CFM56-5C4 (4 × 151,3 kN), était si apprécié par de nombreuses compagnies aériennes, que le programme connut un succès commercial important. Il s'agissait du meilleur appareil dans sa catégorie avant que la performance des biréacteurs (notamment l'A330 et le B777) soit considérablement améliorée.
En fait, Airbus avait dû résoudre quelques inconvénients de modèles précédents. L'A340-200 manquait de capacité tandis que l'autonomie de l'A340-300 était insuffisante. Airbus se mit ainsi à étudier une amélioration de la masse maximale au décollage de l'A340-300 qui pourrait lui permettre d'emporter plus de carburant ou d'avoir une plus grande capacité d'emport. Afin de convaincre les clients, Airbus réussit à porter la masse maximale au décollage à 275 tonnes au lieu de 253 tonnes, et à allonger le rayon d'action à 13 700 km, soit celui de son ancien A340-211.
À cette époque-là, le MD-11, l'un des concurrents de l'A340, subissait des difficultés techniques considérables : en effet, le MD-11 n'était pas à la hauteur des performances annoncées lors de son lancement. C'est pourquoi Singapore Airlines annula ses commandes de MD-11 et les remplaça par des A340. Le premier A340-313X fut livré à cette compagnie le 17 avril 1996 et remplaça dès sa réception les Boeing 747-400 qui effectuaient auparavant les vols entre Singapour et Paris.
Désormais, les ventes et la production de l'A340 se concentrèrent sur le -313X, grâce auquel le constructeur trouva des nouveaux clients, notamment un certain nombre de compagnies aériennes nationales. En Europe, il s'agit de l'ancienne Olympic Airlines, de SAS et de Swiss. La compagnie Lan Chile (actuellement LAN Airlines) en devint le premier utilisateur en Amérique du Sud. Au Moyen-Orient, ce fut Emirates, et en Asie, China Airlines, Air China et China Eastern Airlines.
Le succès de l'A340-313X s'illustrait notamment par la commande de Cathay Pacific, qui ne possédait que des appareils équipés de réacteurs Rolls-Royce, à savoir le Boeing 707, le L-1011, le Boeing 747 ainsi que l'A330, en raison d'un contrat d'exclusivité. Convaincue par Airbus, elle commença à utiliser le réacteur CFM International CFM56, en louant des A340-211 appartenant à Philippine Airlines jusqu'à ce que ses propres A340-313X soient livrés.
Par ailleurs, l'A340-313X rendit obsolète l'A340-200. Ainsi, Air France et Lufthansa remplacèrent rapidement et complètement leurs flottes d'A340-211 en acquérant des A340-313X neufs, afin d'augmenter leurs sièges et d'améliorer la rentabilité.
En 2011, deux A340-313X de la Luftwaffe entrèrent en service auprès du gouvernement allemand. Ces appareils avaient été acquis auprès de Lufthansa, et leurs cabines réaménagées pour les VIP gouvernementaux.
En attendant que sa variante A340-313E le rejoigne, le dernier A340-313X fut livré à Swiss à Zurich le 22 décembre 2003. Au total, Airbus construisit et vendit 149 A340-313X.

#### A340-313E

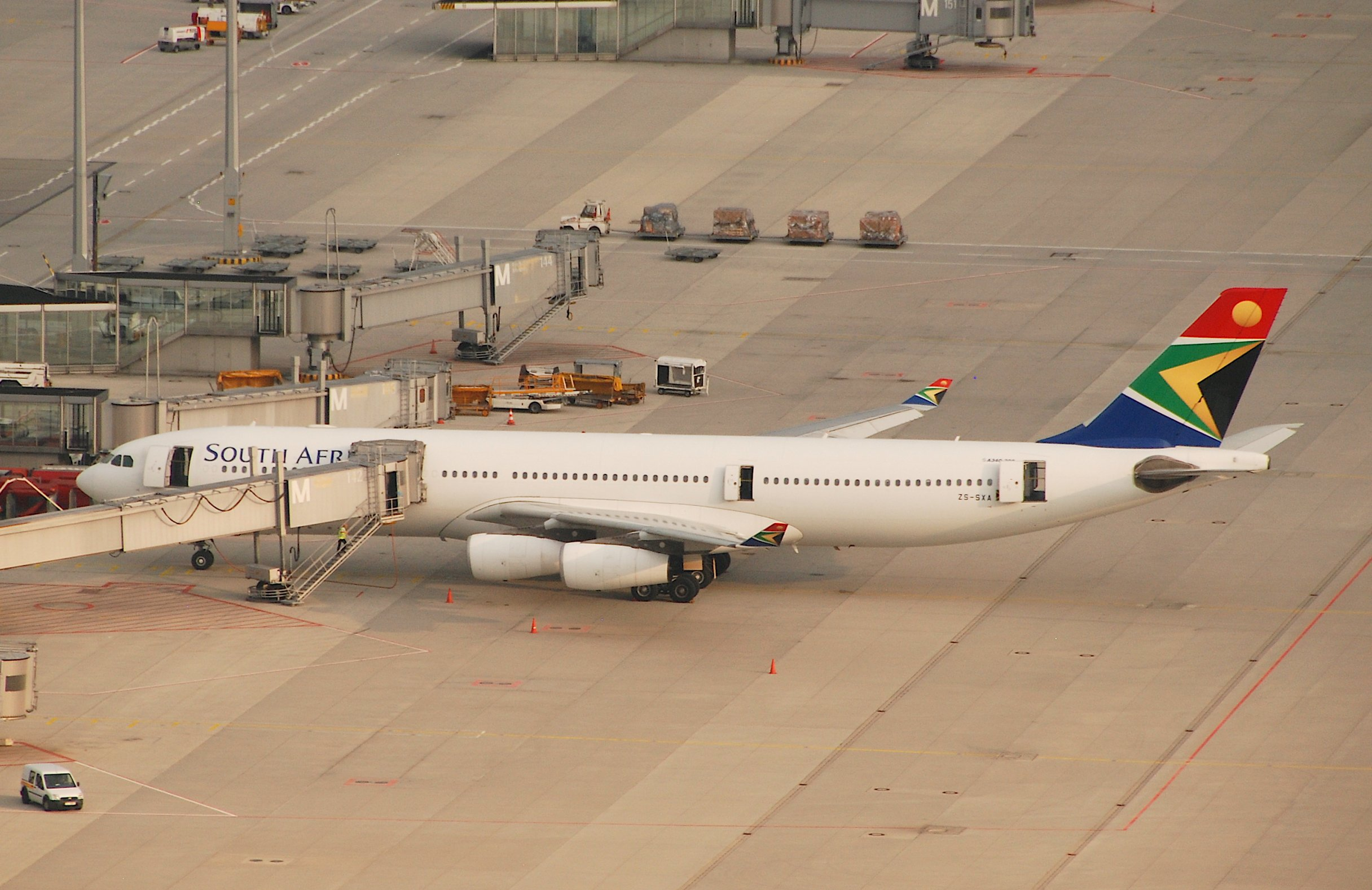
Le premier A340-313E livré.

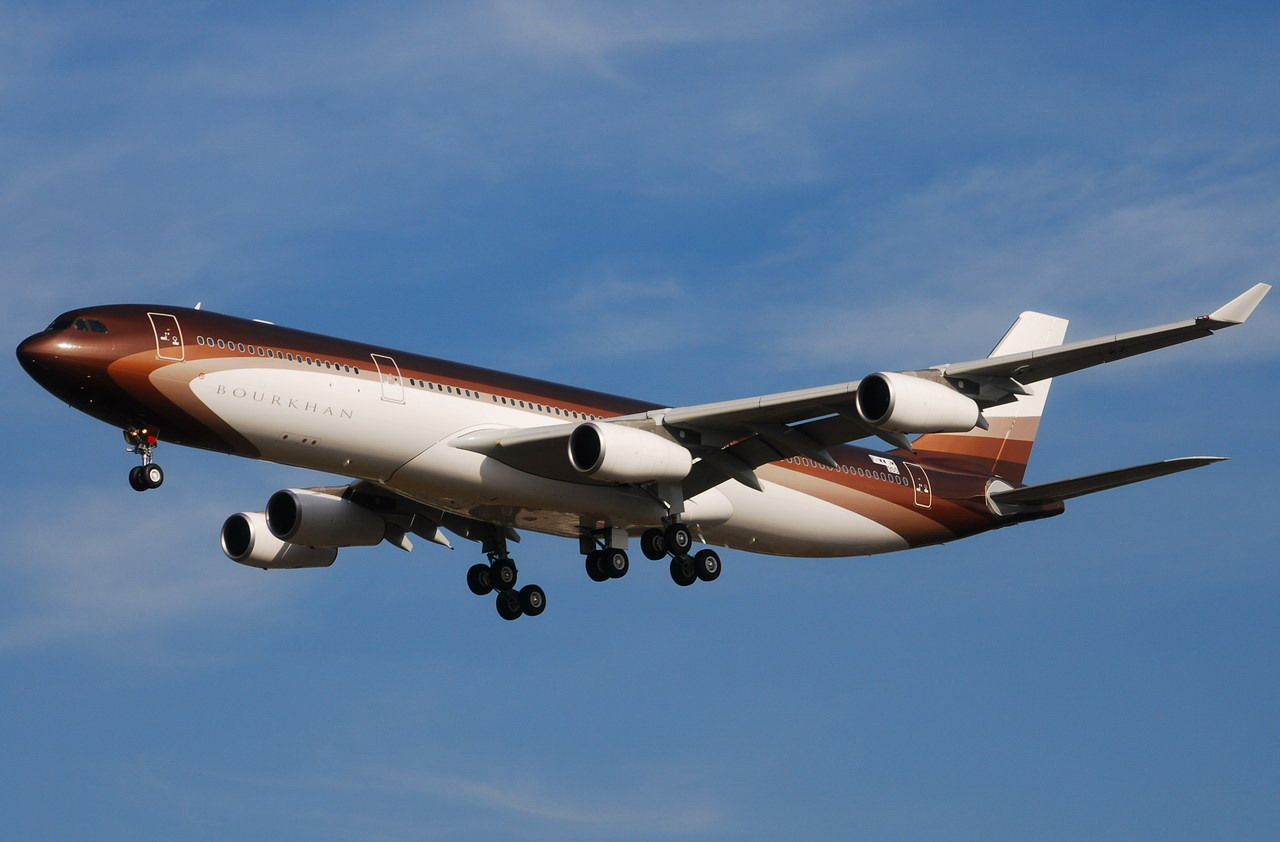
A340-313E de Global Jet Luxembourg, en version Prestige.

L'A340-313E (E : Enhanced) est le dernier modèle de la série -300 et équipé du réacteur CFM56.
Comme certains clients des A340-200/300 hésitaient à passer commande des A340-500/600, craignant que leurs coûts de maintenance n'augmentent à cause de deux types de moteur différents, Airbus lança un programme de modernisation de ses A340-300. Elle se concentra sur 250 points précis de l'appareil pour en améliorer la fiabilité. Le constructeur profita de nouvelles technologies et de l'expérience acquise. Par exemple, l'intégration d'écrans à cristaux liquides dans le poste de pilotage et un nouvel aménagement intérieur de la cabine, qui procure plus d'espace pour chaque passager, sont dus aux programmes des A340-500/-600 et de l'A380.
Cet appareil adopta également un type de réacteur amélioré, principalement pour réduire le coût d'entretien. Il s'agit du CFM56-5C4/P (149,9 kN).
Le premier A340-313E fut livré à South African Airways le 8 mars 2004 tandis que Swiss reçut son premier appareil le 28 avril. Le dernier appareil construit est un A340-313E Prestige livré à Global Jet Luxembourg le 16 octobre 2008.
Après avoir constaté la considérable amélioration de la fiabilité des moteurs, les compagnies aériennes préfèrent désormais les biréacteurs. Des A340 d'occasion sont disponibles en attendant l'arrivée des Airbus A350 XWB. Ainsi, la dernière compagnie aérienne à passer commande de l'A340-313E, Finnair, est devenue un des nouveaux clients de l'A330, après avoir reçu son 4e A340-313E. De fait, la compagnie finlandaise a converti certaines commandes d'A340-313E en A330-302X pour remplacer ses MD-11.
Acquis aussi par Air Tahiti Nui et Air Mauritius, 16 appareils dont un A340-313E Prestige furent construits.
Certes, ce programme ne connut pas de succès commercial. Toutefois, ses améliorations, dont l'A330 pouvait profiter également, contribuèrent donc à promouvoir la vente de ce dernier jusqu'ici.
Au total, Airbus a livré 246 A340-200/-300, et possède un prototype.

### A340 remotorisés

#### A340-541/542 et vol commercial le plus long

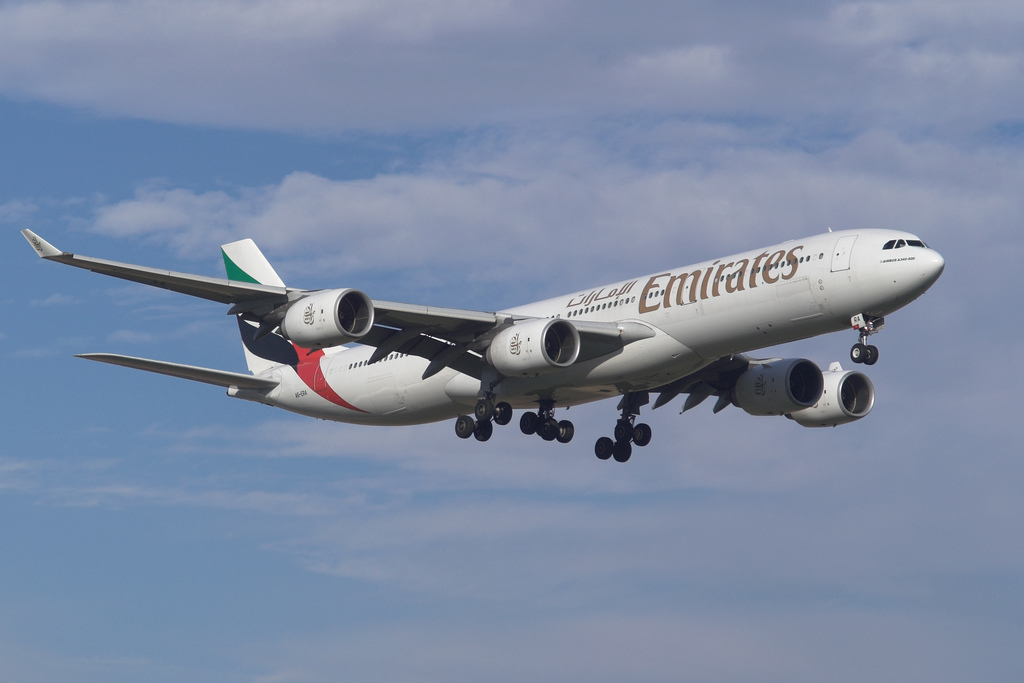
Premier A340-541 livré.

L'Airbus A340-541 est un appareil très long courrier. Jusqu'à la mise sur le marché du Boeing 777-200LR début 2006, c'était l'appareil qui avait le plus long rayon d'action.
Cet appareil peut transporter 313 passagers en configuration 3 classes sur plus de 16 000 km.
La compagnie Singapore Airlines en exploitait 5 exemplaires pour effectuer 15 340 km environ de trajet sans escale New York - Singapour en 18 heures, ce qui représentait le plus long vol commercial sans escale au monde. Afin d'assurer cette ligne, la compagnie avait inauguré quatre mois auparavant la liaison commerciale entre Singapour et Los Angeles. Ces vols entre les États-Unis et Singapour s'effectuaient au-dessus de l'océan Pacifique, où les avions doivent lutter contre le courant-jet. Seul l'A340-541 était capable d'effectuer ces vols, grâce à ses 4 réacteurs. Le premier appareil fut livré le 31 décembre 2003. La compagnie décida toutefois de modifier leur configuration : l'A340-541 de Singapore Airlines ne comptait que 100 sièges, en rangées 1-2-1, et sa cabine était entièrement consacrée à la classe affaires. En effet, cette classe était toujours complète, depuis l'inauguration des vols sans escale, alors que le taux de remplissage de la classe économique n'était que de 65 %. De plus, il fallait parfois, notamment lors de l'augmentation du courant-jet en hiver, réduire la masse transportée sur certains vols à destination de Singapour. La compagnie trouva ainsi une solution pour améliorer son yield selon la théorie de la gestion fine. Toutefois, à la suite de l'augmentation du prix de carburant, la compagnie remplaça finalement ces vols par les A380 en 2014, qui ont besoin d'une escale. L'histoire de la ligne la plus longue se termina jusqu’à l’arrivée de l’A350 ULR
L'A340-541 effectua son premier vol le 11 février 2002 et fut certifié le 31 décembre 2002. En passant commande de 10 appareils, la compagnie Emirates devint le premier client pour cet avion. Le 22 novembre 2003, elle reçut son premier A340-541, qui offrait 12 suites privées en première classe, pour ses vols long-courriers. Quatre exemplaires du même type furent livrés à Etihad Airways. Tout comme auprès de Singapore Airlines, les clients de cet appareil ont tendance à retirer ses services, à la suite de l'arrivée de l'A380. En effet, la rentabilité est préférée au rayon d'action.
En comparaison avec l'A340-300, la version -500 possède un fuselage plus long de 3,30 mètres, des ailes ayant une plus grande superficie avec une capacité en kérosène accrue de 50 %, une vitesse de croisière légèrement plus élevée (Mach 0,83 au lieu de Mach 0,82), des stabilisateurs horizontaux agrandis et un empennage vertical plus petit. Il est équipé de 4 turboréacteurs Rolls-Royce Trent 553-61 de 251,9 kN de poussée.
Il y avait une autre amélioration et différence. Alors que l'A340-541 avait besoin de modifications pour assurer l'atterrissage catégorie III, tous les A340-542 profitent de ce système.
Airbus ne construisit finalement que 27 exemplaires d'A340-541. Tardivement, le gouvernement du Koweït acquit 2 A340-542 équipés du même type de réacteurs de l'A340-542X. En effet, peu de compagnies aériennes ont besoin d'une telle autonomie.

#### A340-541X/542X

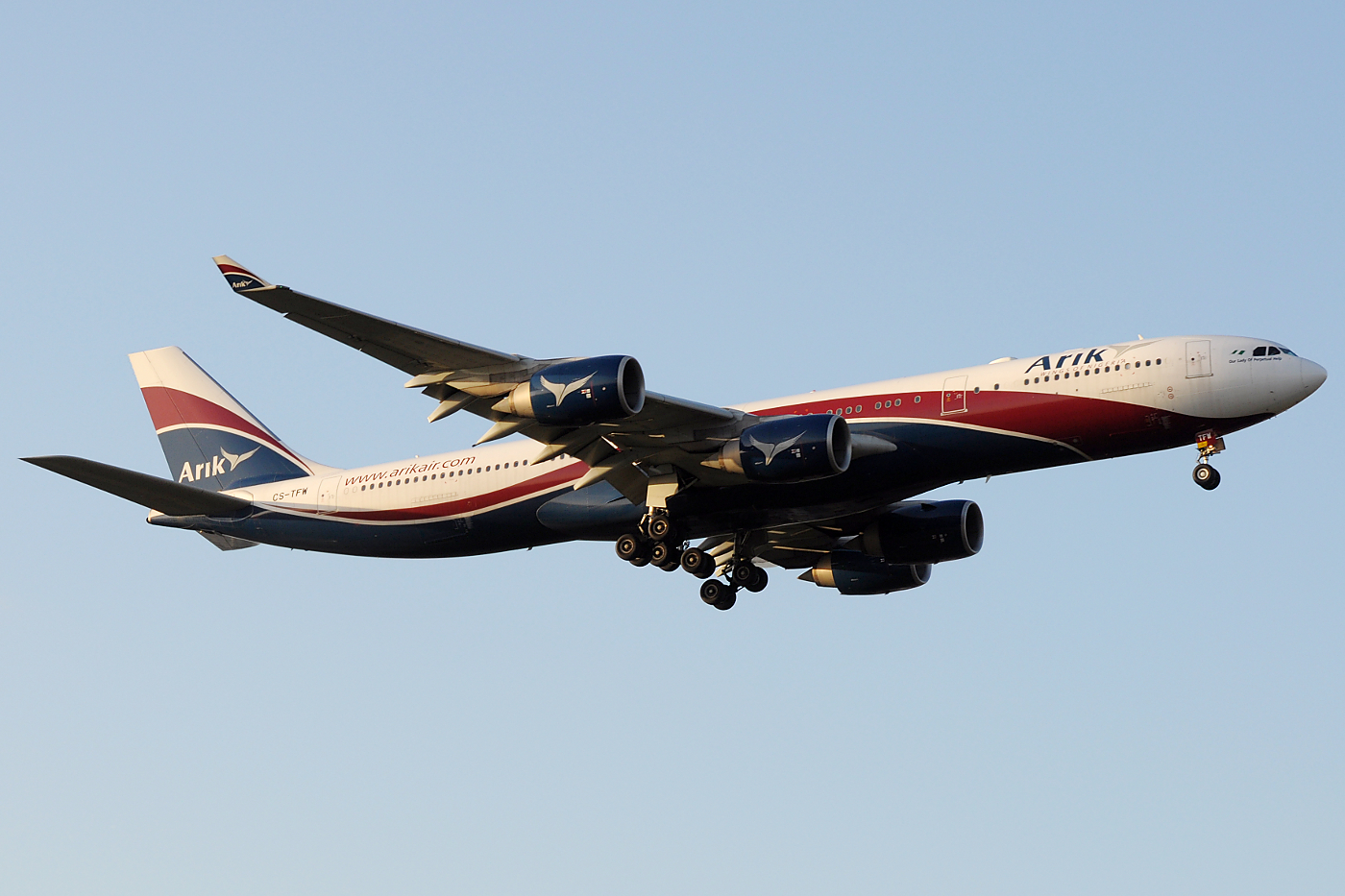
A340-542X de Hifly.

Depuis 2006, l'A340-541 était remplacé sur la chaîne de production par une nouvelle version avec un rayon d'action accru, A340-542X, qui peut franchir 16 670 km et a une masse maximale au décollage de 380 tonnes. Cette version améliorée se caractérise par une structure renforcée et les réservoirs agrandis de l'A340-642X.
Le concurrent direct de cet avion chez Boeing est le 777-200LR. L'A340-541X s'équipe de quatre Rolls-Royce Trent 553-61 alors que l'A340-542X est équipé d'une version améliorée, le Trent 553A2-61.
Ce modèle ne connut pas le succès. D'une part, Airbus ne trouva pas assez de clients. D'autre part, en raison de ses difficultés financières, Kingfisher Airlines annula ses 5 A340-542X déjà construits de sorte que le constructeur européen devait chercher de nouveaux clients. Ainsi, deux appareils furent acquis par Hifly, une compagnie charter portugaise, pour les lignes d'Arik Air.

#### A340-642

##### Histoire

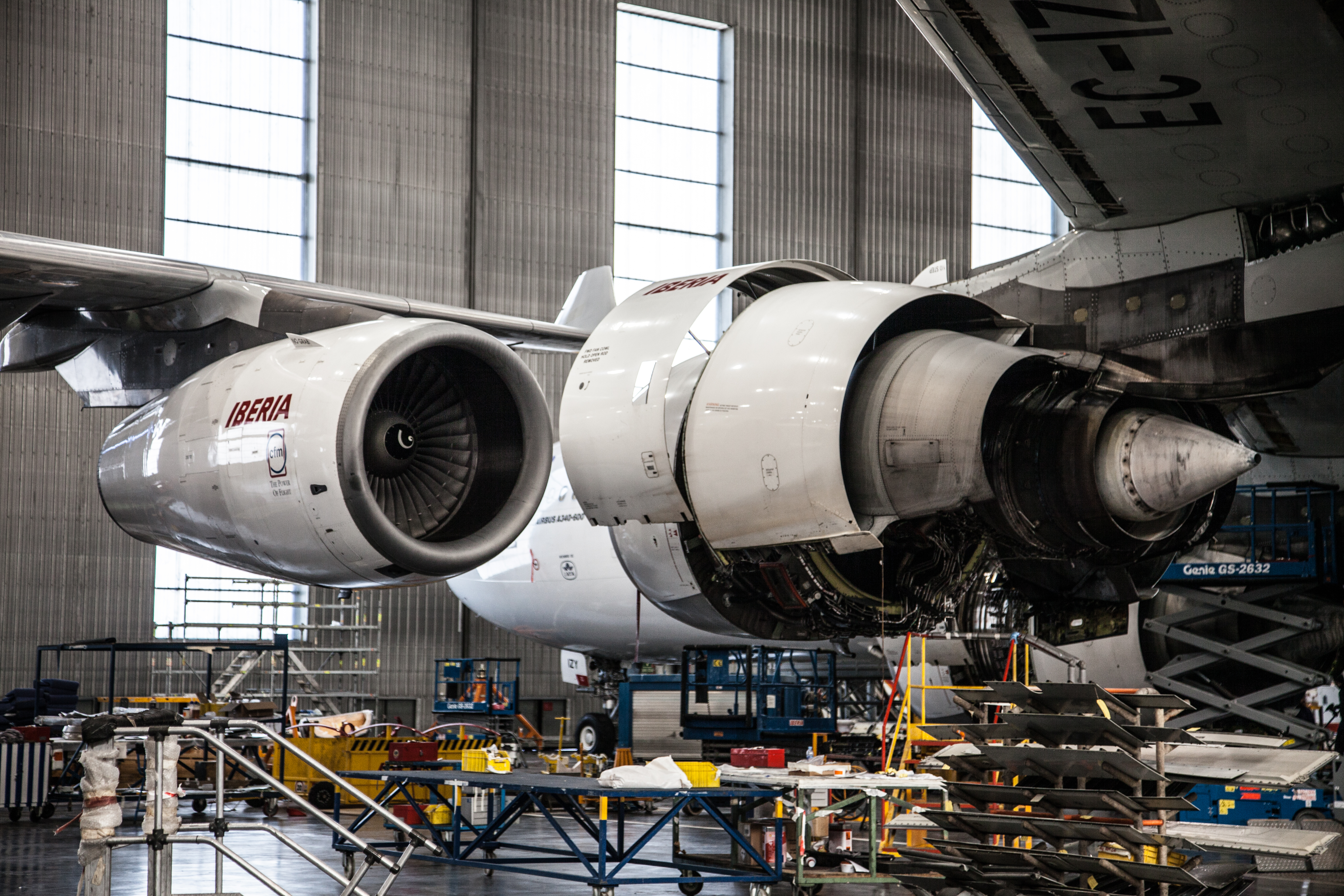
Comparaison entre un moteur CFM56-5C4 (A340-300) et un RB211 Trent 556-61 (A340-600)

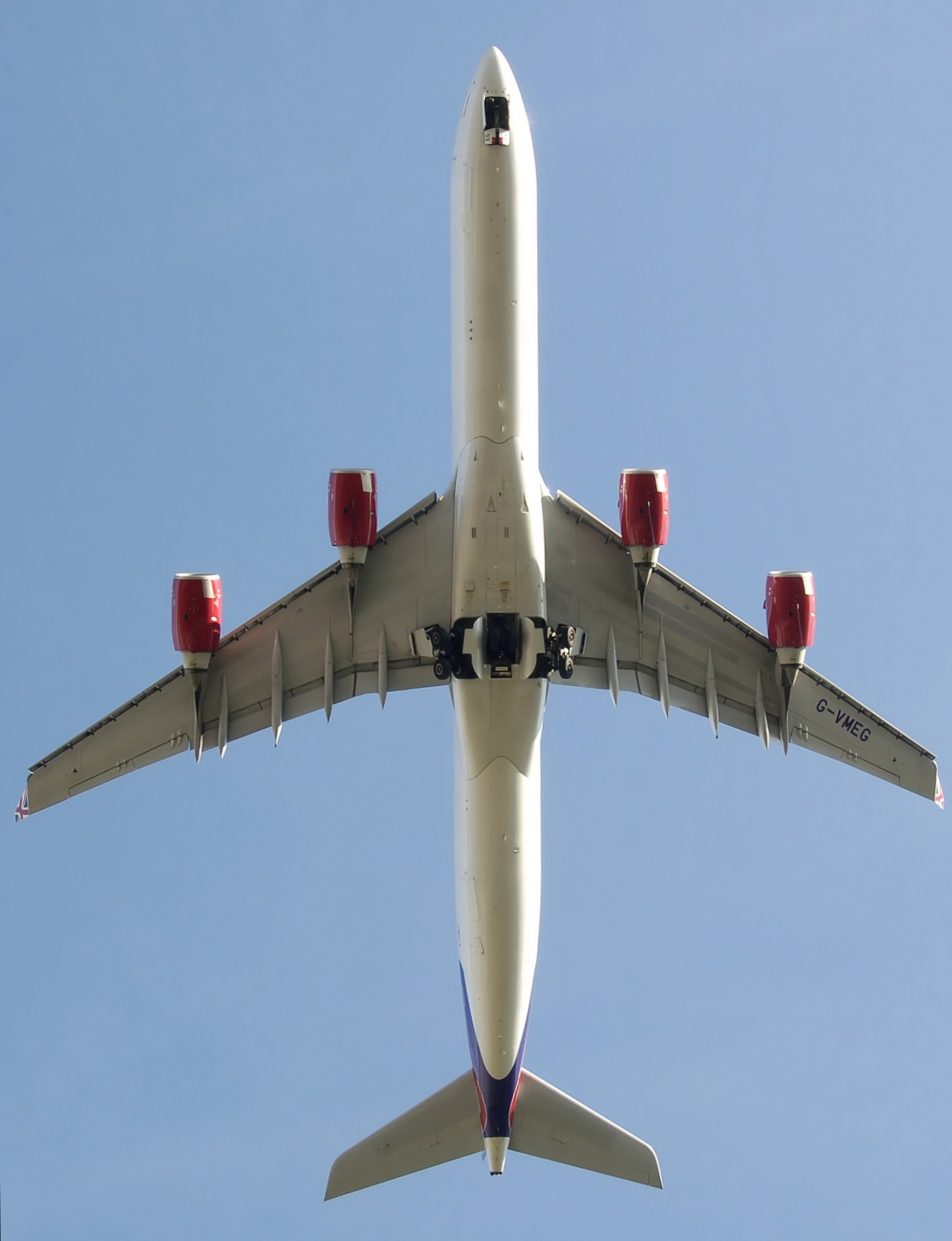
Les ailes améliorées ainsi que le train d'atterrissage supplémentaire au centre de l'A340-642.

Le développement de l'A340-642 était l'un des principaux projets stratégiques d'Airbus dans les années 1990. En remplaçant les premiers B747 construits depuis les années 1970 et donc vieillis,, le constructeur européen voulait rompre pareillement le monopole de Boeing dans cette catégorie. C'est la raison pour laquelle le type -600 précédait le -500.
L'A340-600 était par conséquent le plus grand appareil d'Airbus avant le lancement du programme de l'A380. La réalisation d'un quadriréacteur capable de transporter plus de 350 passagers, pour concurrencer le B747, avait été régulièrement envisagée par les bureaux d'études d'Airbus lors des travaux sur les projets A300-B11 puis TA11. Les contraintes techniques liées à l'adaptation de la structure de l'A300, le peu d'entrain des motoristes à proposer des moteurs de la catégorie des 25 000 kg de poussée (261,5 kN)  et les restrictions concernant les coûts de développements retardèrent la concrétisation de cette version.
C'est finalement l'arrivée du nouveau Boeing 777 qui fit décider Airbus d'élargir la gamme des A340 en proposant une version allongée de 10 mètres par rapport à la version de base A340-300, mais celle-ci, prévue en décembre 1996, fut finalement reportée d'un an en raison de négociations difficiles avec les motoristes. Dans l'optique d'Airbus, il fallait non seulement une capacité équivalente mais aussi plusieurs améliorations indispensables.
D'abord, il lui fallait trouver un réacteur optimisé et plus puissant. De fait, l'A340-300 gagne un peu doucement son altitude de croisière après son décollage. Lorsque l'A340 commença son service, les compagnies aériennes étaient satisfaites de sa performance. Toutefois, la compagnie Singapore Airlines, premier client du modèle A340-313X, n'était pas tolérante face à cet inconvénient, car ses vols vers l'Europe doivent passer au-dessus de l'Himalaya avec assez d'altitude. Airbus dut alors renoncer à la série CFM56. Finalement, l'A340-642 fut équipé du turboréacteur Rolls-Royce Trent 556-61 (4 × 261,5 kN).
Ensuite, il fallait une modification considérable de la voilure. Il s'agissait de l'augmentation de la corde de la voilure rendue nécessaire par le nouveau cahier des charges. En outre, il était essentiel que sa vitesse soit améliorée. Si les A340-200/-300 adoptent une voilure supercritique très sophistiquée, leur vitesse de croisière recommandée est plus modeste, à Mach 0,82. En effet, Airbus avait choisi un angle de flèche moins élevé pour amoindrir la masse de la voilure, qui permet de réduire la consommation de carburant et d'augmenter le rayon d'action. Paradoxalement, cette vitesse inférieure peut provoquer parfois une augmentation de la consommation de kérosène, lorsqu'un nombre important d'appareils volent simultanément, à cause d'une altitude non favorable où la résistance de l'air est supérieure ; d'où l'importance d'augmenter la vitesse de croisière de l'A340. Les ingénieurs d'Airbus réussirent finalement à optimiser cette vitesse des A340-500/-600 à Mach 0,83.
À la suite de l'arrivée du Boeing 777, placé sur le plan technique entre les A330/340 et l'A380, il fallut que le constructeur effectue de nombreuses modernisations, notamment celles du cockpit et de la cabine. À mesure que les problèmes furent résolus, le rayon d'action et la capacité d'emport du B777 furent augmentés. Airbus aussi dut lancer sans interruption l'A340-642X, l'A330-300E, l'A350-1000, et l'A330-900.

##### Développement et livraison
L'A340-600 était le plus long appareil du monde jusqu'à l'arrivée du Boeing 747-8 (76,4 m). Avec ses 75,3 m de longueur, cet appareil est équipé de 2 caméras pour les pilotes (sur l'empennage et le train d'atterrissage avant) afin d'assurer la sécurité lors du roulage. Comme toutes les autres versions de l'A340 il possède un train d'atterrissage supplémentaire central. Celui des versions -200 et -300 est à diabolo, celui des -500 et -600 à bogie.
Avec 13 900 km d'autonomie, il emporte 380 passagers en configuration typique 3 classes (12+54+314) et jusqu'à 475 sièges sont autorisés selon les règles d'évacuation. Il est également capable de transporter au niveau inférieur 42 conteneurs LD3.
Le premier A340-642 assemblé fut présenté au public le 23 mars 2001 à Toulouse. Le prototype effectua son premier vol le 23 avril 2001 et fut certifié le 29 mai 2002. Le premier vol commercial eut lieu en août 2002 sous les couleurs de la compagnie Virgin Atlantic. Avant sa livraison, cet appareil avait effectué plusieurs vols de présentation au salon aéronautique de Farnborough. Tout en faisant toujours confiance au quadriréacteur, cette compagnie acquit 18 exemplaires d'A340-642 ainsi qu'un A340-642X.
L'A340-642 commença désormais à remplacer des B747 classiques, comme prévu, au sein de quelques compagnies. Lufthansa, toujours le plus grand opérateur de l'A340, en reçut 13 exemplaires. Airbus convainquit South African Airways en 2002, en raison de la chaleur et de l'altitude de l'aéroport de Johannesburg où l'air moins dense aurait provoqué une panne du B777 au moment des vols de présentation. Le constructeur lui vendit 9 appareils.
Iberia reçut 13 exemplaires. En effet, après avoir prudemment renoncé à sa ligne vers Tokyo, seule destination en Asie, en profitant de son alliance avec British Airways, la compagnie espagnole décida de se concentrer dorénavant sur les pays d'Amérique du Sud. Étant donné que ses appareils passent au-dessus de l'océan Atlantique, le quadriréacteur A340-600 était idéal pour elle.
Parfois, les contrats étaient assez modestes. Ainsi, Cathay Pacific acquit seulement 3 exemplaires pour ses vols long-courriers sans escale entre Hong Kong et New York. Thai Airways International et China Eastern Airlines achetèrent 5 appareils chacune.
Par ailleurs, Airbus ne réussit pas à obtenir la commande d'Air France, l'une des compagnies les plus fidèles, qui exploite quasiment tous les modèles d'Airbus, car non seulement elle avait commencé à recevoir des B777 mais l'A340 remotorisé ne s'équipe pas de réacteur de CFM International, fabricant franco-américain, ni celui de son partenaire General Electric. Donc, en comparaison avec l'A330, la vente de l'A340 remotorisé n'était pas judicieuse. De fait, les clients de l'A330 peuvent sélectionner leurs moteurs parmi les catalogues de General Electric CF6-80E, de Pratt & Whitney PW4168 et de Rolls-Royce Trent 772B-60.
La plupart de ces appareils furent stockés en 2020, à la suite de la crise issue du Covid-19, car les quadriréacteurs sont jugés trop grands et trop gourmands en carburant. Or, après la reprise de l'exploitation et le manque de personnels dans les aéroports, certains appareils peuvent être de nouveau en service et prolonger leur vie. Ainsi, en été 2020, Lufthansa fait récupérer son D-AIHW (A340-642), stocké è l'aérodrome de Téruel pendant deux ans, dans l'optique de résoudre le manque de capacité,. 
Airbus fabrique enfin 66 exemplaires d'A340-642, ainsi qu'un prototype qui est désormais exposé au musée Aeroscopia à Blagnac.

#### A340-642X/ACJ340-642X

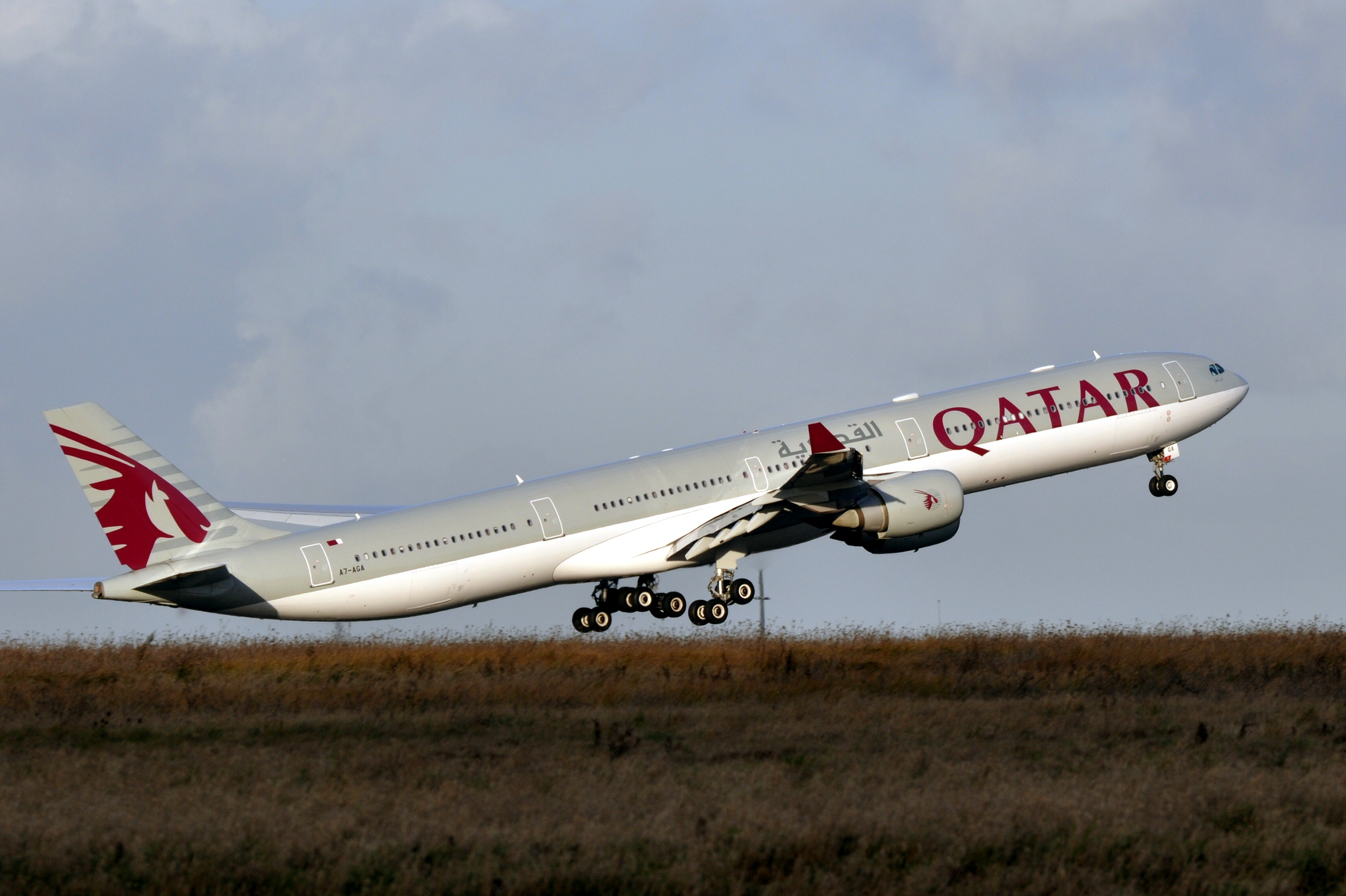
Le premier exemplaire livré de l'A340-642X.

L'A340-642X est une version améliorée (X : EXtended-range), avec une masse maximale au décollage de 380 tonnes. Il peut franchir jusqu'à 14 600 km. Rolls-Royce, lui aussi, améliora partiellement son réacteur et porta la poussée à 263,9 kN (Trent 556A2-61). Une fois la production de ceux-ci achevée le 26 juin 2005, au lieu de Trent 556-61 (261,5 kN), tous les A340-642 sont désormais équipés du type 556A2-61.
La compagnie Qatar Airways est le premier client de cette version, avec quatre appareils de commandés. Airbus réussit également à livrer sept exemplaires à Etihad Airways, un autre nouveau client. En profitant de cette amélioration, Lufthansa ajouta onze appareils ainsi que cinq exemplaires pour Iberia. Cependant, Virgin Atlantic et Thai Airways International n'en acquirent chacune qu'un seul. Puis Emirates annula entièrement sa commande de 20 appareils en 2006, lorsque les difficultés de production de l'A380 furent annoncées. À cette époque-là, le concurrent direct chez Boeing, le 777-300ER, commença à menacer les ventes de l'A340-642X. Toutefois, Airbus trouva un certain nombre de clients gouvernementaux (l'A340-642X Prestige), y compris le gouvernement de Jordanie.
À la suite de la crise économique et de la hausse du prix du carburant, il devint non-rentable d'exploiter des quadriréacteurs de moins de 400 places. Les commandes de l'A340-642X étaient au point mort en 2010 après une chute d'année en année. Les compagnies préfèrent désormais faire l'acquisition d'A330-300E ainsi que de Boeing 777, consommant moins de carburant et ayant une plus grande autonomie et capacité. Ainsi, après avoir reçu son premier A340-642X, Virgin Atlantic convertit en 2009 ses 10 livraisons de ce modèle en A330-343E, en renonçant à son ancienne philosophie le « 4 (quadriréacteur) est meilleur que le 2 (biréacteur) ».
Après que fut exécutée la dernière livraison d'A340 à la compagnie Iberia, le 16 juillet 2010, Airbus n'avait plus de commande pour cet appareil. Lorsque fut annoncée la cessation définitive de sa production, le constructeur comptait 29 livraisons d'A340-642X ainsi que deux exemplaires d'ACJ340-642X.
Azerbaijan Airlines exploite un A340-642ACJ, qui est utilisé tant pour les vols gouvernementaux que pour les vols commerciaux, avec 2 A340-542 (?).

## Caractéristiques techniques
| Version                              | A340-200X  | A340-300   | A340-300X  | A340-500              | A340-500X             | A340-600              | A340-600X             |
| ------------------------------------ | ---------- | ---------- | ---------- | --------------------- | --------------------- | --------------------- | --------------------- |
| Équipage Technique (PNT)             | Deux       | Deux       | Deux       | Deux                  | Deux                  | Deux                  | Deux                  |
| Nombre typique de sièges (3 classes) | 239        | 295        | 295        | 313                   | 313                   | 380                   | 380                   |
| Longueur                             | 59,39 m    | 63,6 m     | 63,6 m     | 67,9 m                | 67,9 m                | 75,3 m                | 75,3 m                |
| Hauteur                              | 16,7 m     | 16,85 m    | 16,85 m    | 17,28 m               | 17,28 m               | 17,28 m               | 17,28 m               |
| Envergure                            | 60,3 m     | 60,3 m     | 60,3 m     | 63,45 m               | 63,45 m               | 63,45 m               | 63,45 m               |
| Surface alaire                       | 361,6 m2   | 361,6 m2   | 361,6 m2   | 439,4 m2              | 439,4 m2              | 439,4 m2              | 439,4 m2              |
| Empattement                          | 23,24 m    | 25,60 m    | 25,60 m    | 27,59 m               | 27,59 m               | 32,89 m               | 32,89 m               |
| Largeur du fuselage                  | 5,64 m     | 5,64 m     | 5,64 m     | 5,64 m                | 5,64 m                | 5,64 m                | 5,64 m                |
| Largeur du pont principal            | 5,28 m     | 5,28 m     | 5,28 m     | 5,28 m                | 5,28 m                | 5,28 m                | 5,28 m                |
| Masse à vide                         | 129 000 kg | 129 300 kg | 130 200 kg | 170 900 kg            | 174 800 kg            | 177 800 kg            | 181 900 kg            |
| Masse maximale au parking            | 275 000 kg | 275 900 kg | 277 400 kg | 373 200 kg            | 381 200 kg            | 369 200 kg            | 381 200 kg            |
| Masse maximale au décollage          | 275 000 kg | 275 000 kg | 276 500 kg | 372 000 kg            | 380 000 kg            | 368 000 kg            | 380 000 kg            |
| Masse maximale à l'atterrissage      | 185 000 kg | 190 000 kg | 192 000 kg | 243 000 kg            | 246 000 kg            | 259 000 kg            | 265 000 kg            |
| Charge type au décollage             | 30 800 kg  | 43 500 kg  | 41 000 kg  | 54 100 kg             | 54 100 kg             | 55 600 kg             | 55 600 kg             |
| Vitesse de croisière typique         | Mach 0,82  | Mach 0,82  | Mach 0,82  | Mach 0,83             | Mach 0,83             | Mach 0,83             | Mach 0,83             |
| Vitesse de croisière maximale        | Mach 0,86  | Mach 0,86  | Mach 0,86  | Mach 0,86             | Mach 0,86             | Mach 0,86             | Mach 0,86             |
| Rayon d'action maximal               | 14 800 km  | 13 350 km  | 13 700 km  | 16 100 km             | 16 700 km             | 14 360 km             | 14 600 km             |
| Kérosène transportable               | 155 040 ℓ  | 140 640 ℓ  | 147 850 ℓ  | 214 810 ℓ             | 222 000 ℓ             | 195 881 ℓ             | 204 500 ℓ             |
| Altitude de croisière                | 13 000 m   | 13 000 m   | 13 000 m   | 13 000 m              | 13 000 m              | 13 000 m              | 13 000 m              |
| Réacteurs (x4)                       | CFM56-5C4  | CFM56-5C4  | CFM56-5C4  | Rolls-Royce Trent 500 | Rolls-Royce Trent 500 | Rolls-Royce Trent 500 | Rolls-Royce Trent 500 |
| Poussée (x4)                         | 139-151 kN | 139-151 kN | 139-151 kN | 236 kN                | 249 kN                | 249 kN                | 267 kN                |
| Exemplaires construits               | 28         | 218        | 218        | 34                    | 34                    | 97                    | 97                    |

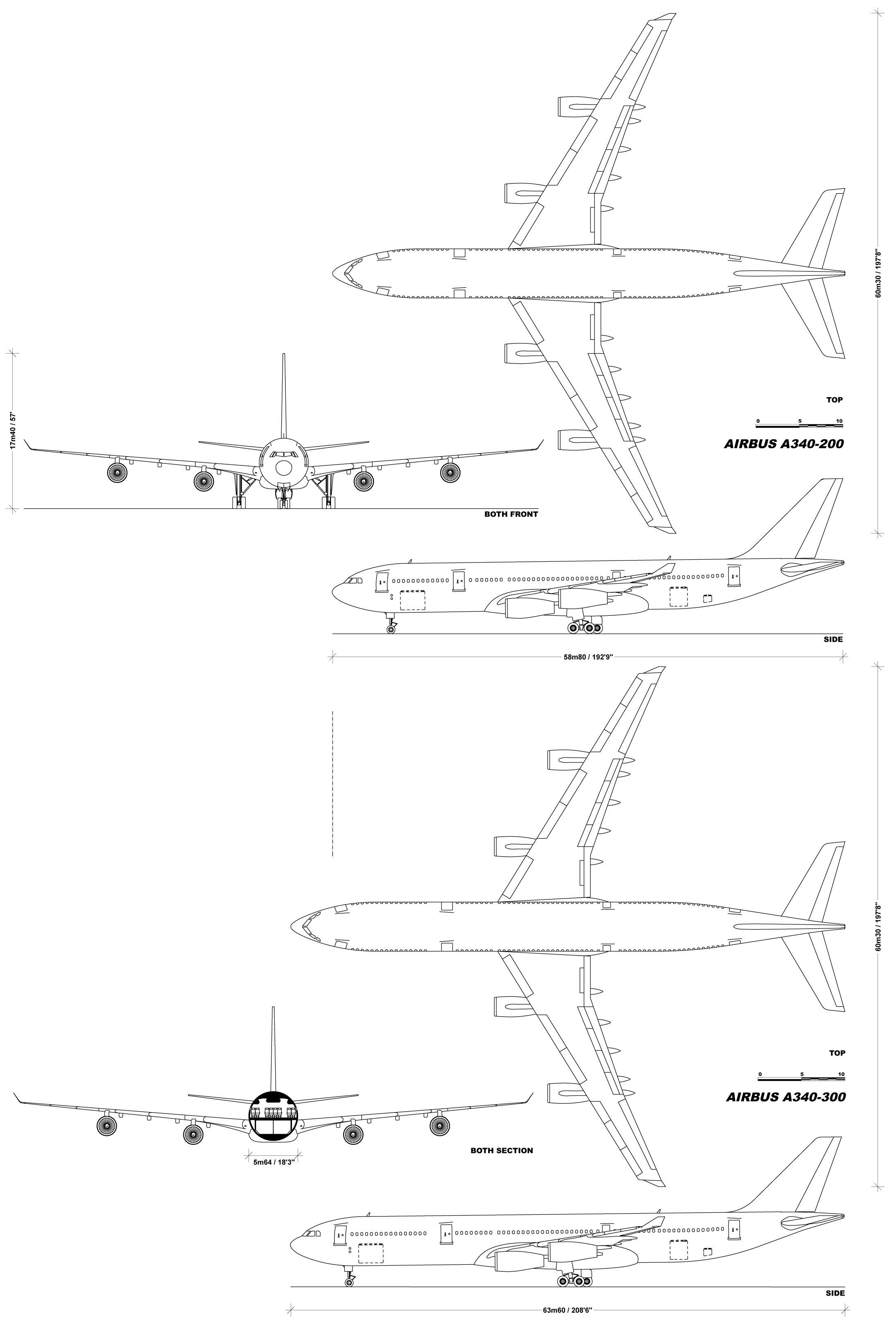
Planche descriptive A340-200 et A340-300.

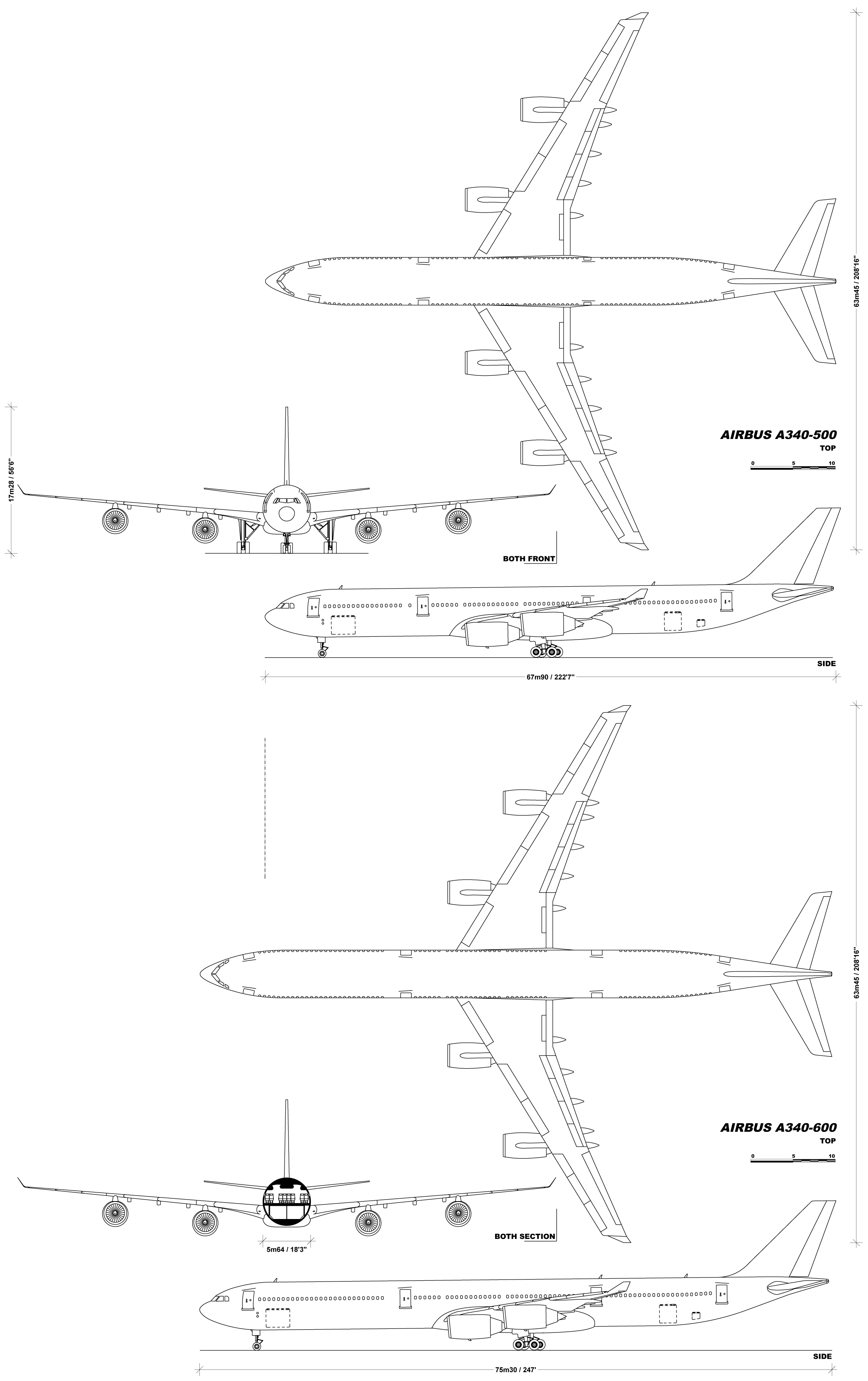
Planche descriptive A340-500 et A340-600.

Sources : Caractéristiques techniques de l'A340-200, A340-300, A340-500 et A340-600 ainsi que Pierre Sparaco, Airbus, la véritable histoire.

## Livraisons et compagnies clientes
| 1993 | 1994 | 1995 | 1996 | 1997 | 1998 | 1999 | 2000 | 2001 | 2002 | 2003 | 2004 | 2005 | 2006 | 2007 | 2008 | 2009 | 2010 | 2011 | 2012 | Total |
| 22   | 25   | 19   | 28   | 33   | 24   | 20   | 19   | 22   | 16   | 33   | 28   | 24   | 24   | 11   | 13   | 10   | 4    | 0    | 2    | 377   |

L'assemblage de l'appareil fut définitivement terminé en 2010, après la construction du MSN1122.

## A340 au musée

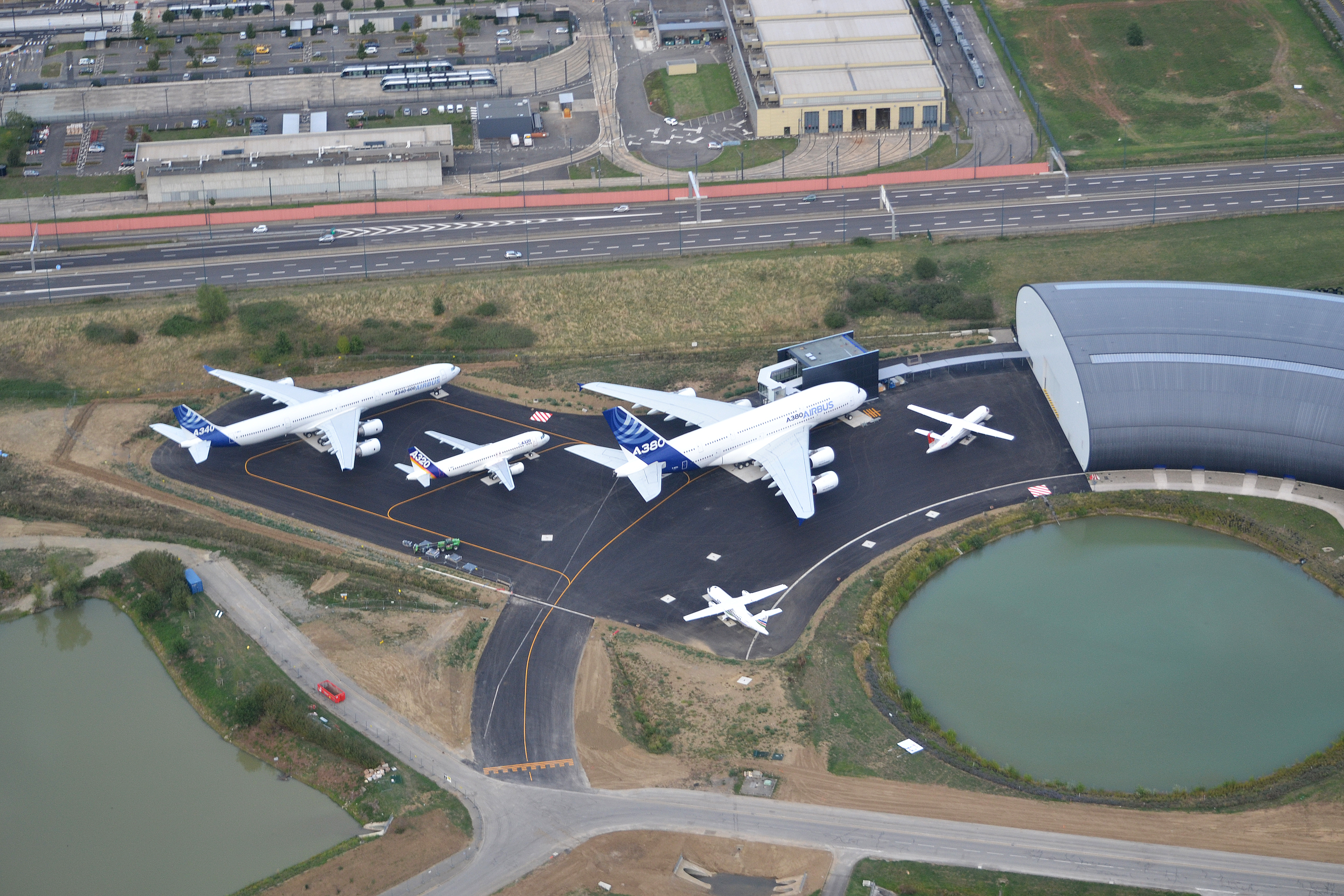
F-WWCA sur le tarmac de l'Aeroscopia, avec les prototypes de l'A320 et de l'A380.

En 2019, l'appareil d'essai de l'A340-642 (F-WWCA) fut transféré au musée Aeroscopia de l'aéroport de Toulouse. 

## Notoriété en dehors de l'aéronautique

### A340 dans la littérature
- Au début d'un des romans de Marc Lévy, Vous revoir, Arthur embarqua à Paris dans un A340 d'Air France vers San Francisco. Il est probable que l'auteur fréquentait le vol AF084 reliant ces deux villes, effectué par l'A340 depuis longtemps. Ce dernier fut remplacé par d'autres appareils en 2011.

### A340 au cinéma
- Dans le film Resident Evil: Degeneration, un Airbus A340 s'écrase sur l'aéroport au début du film.
- Dans le film Les Chevaliers du Ciel, le Mirage 2000 volé au salon aéronautique de Farnborough se dissimule aux radars en volant sous un Airbus A340-600 de Qatar Airways.
- Un A340 d'une compagnie fictive Peninsula est le principal lieu d'action du film espagnol Les Amants passagers, de Pedro Almodóvar sorti en 2013.
- Dans le film Blood Red Sky (2021), qui raconte l'histoire d'un avion pris en otage par des pirates de l'Air, l'avion utilisé est un Airbus A340.

## Incidents et accidents
L'A340 est l'un des appareils civils les plus sûrs. Durant 30 ans (du 15 mars 1993 au 14 mars 2023), aucune mort des passagers ne fut enregistrée. Toutefois, plusieurs A340 furent perdus à cause des accidents, liés à des problèmes avec le train d'atterrissage.  
- 20 janvier 1994 : un Airbus A340-211 d'Air France loué à Sabena (MSN10) est détruit à l'aéroport de Paris-Charles-de-Gaulle, lors d'un incendie qui ne fait ni victimes, ni blessés[44].
- 2 août 2005 : lors du vol Air France 358, un Airbus A340-313X d'Air France (MSN289) en provenance de Paris-Charles-de-Gaulle dérape et quitte la piste après son atterrissage à Toronto-Pearson. L'accident, sous de très mauvaises conditions météorologiques, ne fait qu'une quarantaine de blessés légers parmi les 297 passagers et les 12 membres d'équipage. Le ministre des transports Jean Lapierre a déclaré : « Je dirais que c'est un miracle. »[45]
- 9 novembre 2007 : un Airbus A340-642X d'Iberia (MSN731)[46] fait une sortie de piste à l'aéroport de Quito en Équateur. Si aucun des 345 passagers et 14 membres d'équipage présents à bord n'est blessé, l'appareil est si endommagé qu'il est déclaré irréparable[47].
- 15 novembre 2007 : un Airbus A340-642X (MSN856) destiné à être livré 8 jours plus tard à Etihad Airways réalise des essais de moteur au sol sur l'une des aires d'essai de l'usine Airbus de Saint-Martin-du-Touch dans la banlieue de Toulouse. Lors de l'essai, l'avion est propulsé sur le mur antibruit de l'aire qu'il escalade partiellement. L'accident a fait 9 blessés, dont 4 graves, principalement des techniciens qui se trouvaient à bord de l'appareil (2 employés d'Airbus et 7 d'une société émiratie d'ingénierie et de maintenance mandatée par Etihad Airways). Une personne au sol a été choquée mais non blessée. L'avion est très endommagé et irrécupérable[48], la partie avant du fuselage de l'avion est entièrement détruite. Le rapport du BEA conclut à une mauvaise réalisation de l'essai (effectué sans cales et sur les 4 moteurs simultanément)[49].

A340 dans différents états
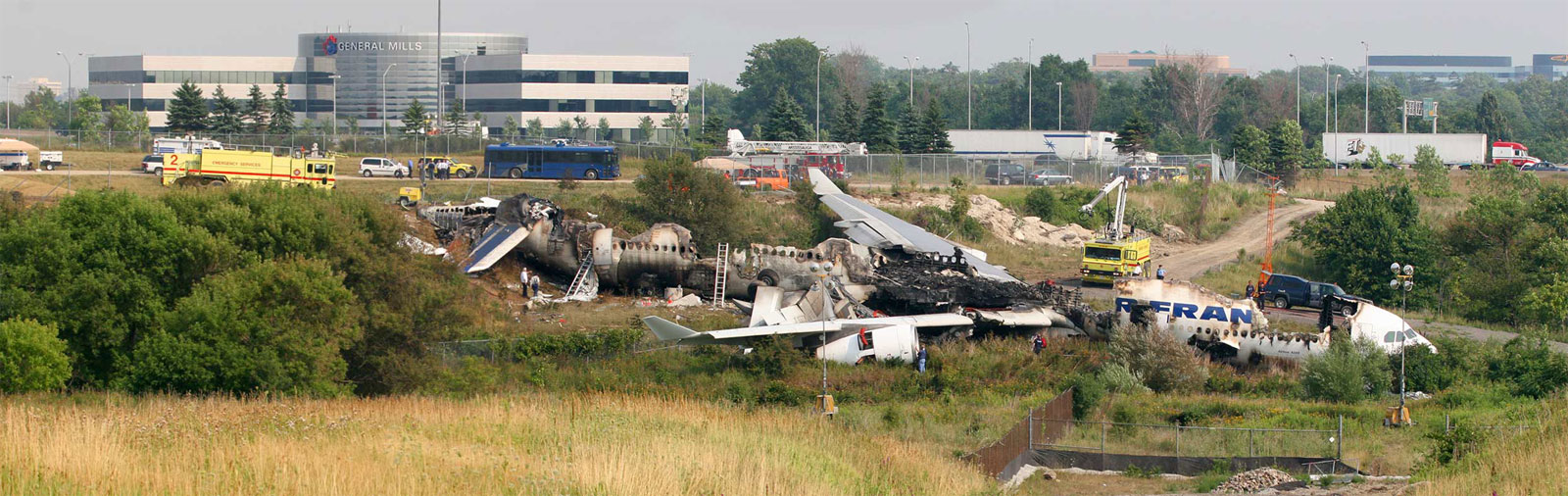
Carcasse du vol Air France 358
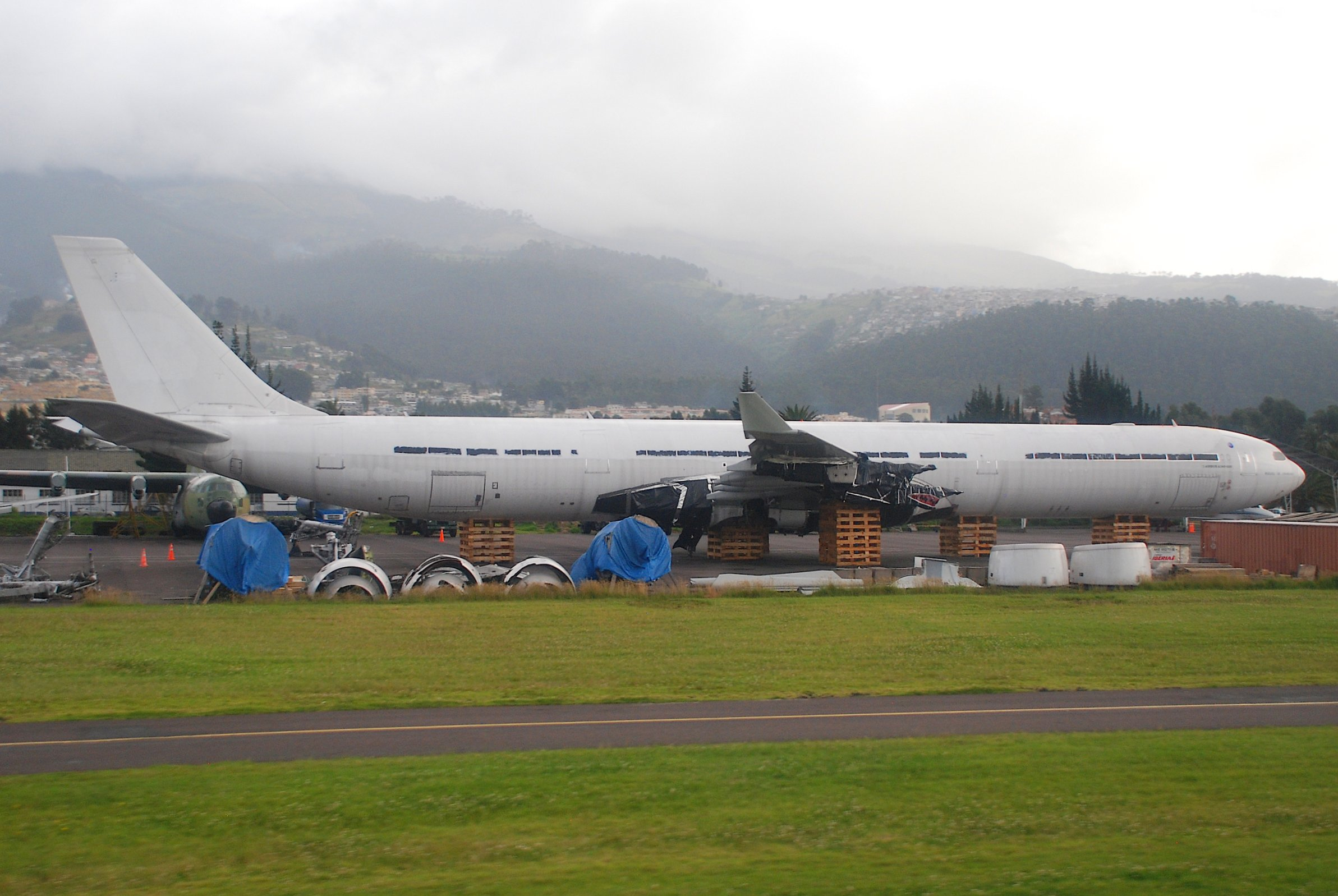
Un A340-600 d'Ibéria partiellement démantelé à Quito (Équateur).